# Historia de Londres
La historia de Londres, capital de Inglaterra y del Reino Unido, se remonta a más de 2000 años. Con el paso de aquel tiempo, Londres se ha erigido como una de las principales capitales financieras y culturales a nivel mundial. Asimismo, ha superado plagas, incendios, conflictos civiles, bombardeos aéreos, atentados terroristas y diferentes disturbios.
La City de Londres es el núcleo histórico de la aglomeración urbana del Gran Londres, y actualmente es su principal distrito financiero, pero representa sólo una pequeña parte de la metrópoli en sentido amplio.

## Prehistoria
Algunos descubrimientos recientes indican probables asentamientos muy tempranos cerca del Támesis en la zona de Londres. En 1993 se hallaron los restos de un puente de la Edad de Bronce en la orilla sur del Támesis, aguas arriba del puente de Vauxhall. Este puente cruzaba el Támesis o llegaba hasta una isla perdida en el río. La dendrología databa las maderas entre 1750 a. C. y 1285 a. C. En 2001, una nueva excavación descubrió que los maderos estaban clavados verticalmente en el suelo de la orilla sur del Támesis, al oeste del puente de Vauxhall.
En 2010, se encontraron los cimientos de una gran estructura de madera, datada entre 4800 y 4500 a. C., nuevamente en la orilla sur del puente de Vauxhall. Se desconoce la función de la estructura mesolítica. Todas estas estructuras se encuentran en la orilla sur, en un punto de cruce natural donde el río Effra desemboca en el Támesis.
El arqueólogo Leslie Wallace señala: «Debido a que no se han encontrado asentamientos de la Edad de Hierro prerromana tardía ni desechos domésticos significativos en Londres, a pesar de las extensas excavaciones arqueológicas, los argumentos a favor de una fundación puramente romana de Londres son ahora comunes y no son controversiales».

## Historia antigua y medieval

### El Londres romano (47-410 d.C.)

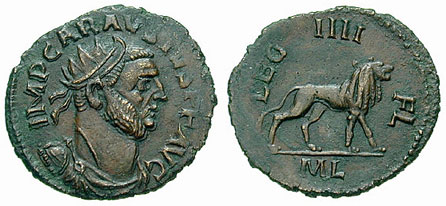
Moneda de Carausio de la ceca de Londinium.

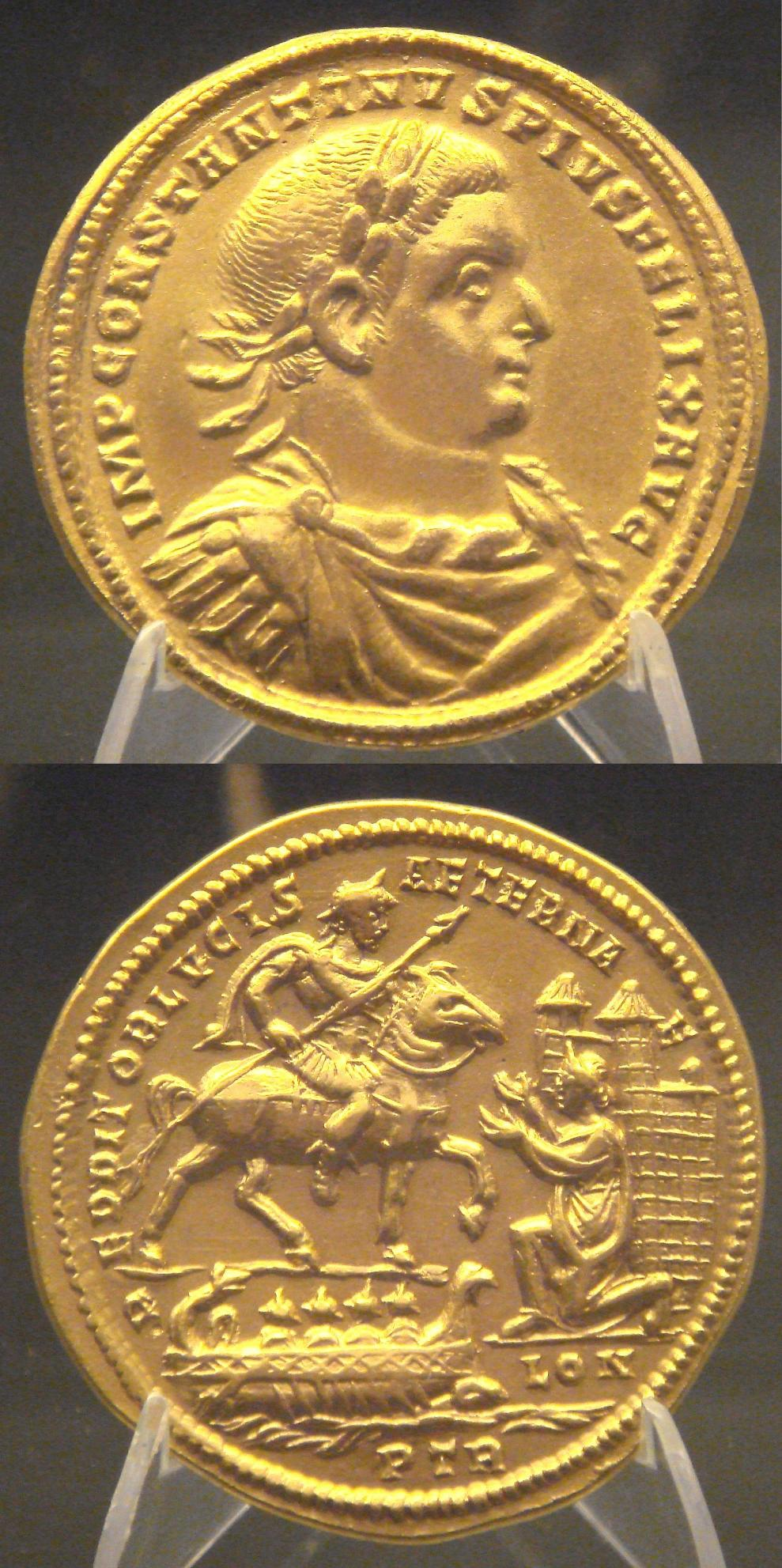
Medalla de Constancio I capturando Londres (inscrita como LON) en 296 tras derrotar a Allecto. Tesoro de Beaurains.

Londinium fue establecida como ciudad civil por los romanos unos cuatro años después de la invasión del 43 d. C. Londres, al igual que Roma, se fundó en cierto punto del río, que era lo bastante estrecho para tender un puente, y la situación estratégica de la ciudad facilitaba el acceso a gran parte de Europa. El Londres romano primitivo ocupaba un área relativamente pequeña, aproximadamente equivalente al tamaño de Hyde Park. Alrededor del año 60 d. C., fue destruida por los icenos liderados por su reina Boudica. La ciudad se reconstruyó rápidamente como una ciudad romana planificada y se recuperó al cabo de unos 10 años. En las décadas siguientes, la ciudad creció rápidamente.
Aunque algunas fuentes afirman que durante el siglo II, Londinium sustituyó a Colchester como capital de la Britania romana (Britannia), no existen pruebas que demuestren que alguna vez lo fuera. Su población rondaba los 60.000 habitantes. Contaba con importantes edificios públicos, como la basílica más grande al norte de los Alpes, templos, termas, un anfiteatro y un gran fuerte para la guarnición de la ciudad. La inestabilidad política y la recesión a partir del siglo III provocaron un lento declive.
En algún momento entre 180 d. C. y 225 d. C., los romanos construyeron la muralla defensiva de Londres alrededor de la parte terrestre de la ciudad. Tenía unos 3 km de largo, 6 m de alto y 2,5 m de grosor. La muralla sobreviviría otros 1.600 años y definiría el perímetro de la City de Londres durante siglos. El perímetro de la ciudad actual está definido aproximadamente por la línea de la antigua muralla.
Londinium era una ciudad étnicamente diversa, con habitantes procedentes de todo el Imperio Romano, incluidos nativos de Britania, Europa continental, Oriente Próximo y el norte de África.
A finales del siglo III, Londinium fue asaltada en varias ocasiones por piratas sajones. Esto condujo, a partir del año 255 aproximadamente, a la construcción de una muralla ribereña adicional. Seis de las siete puertas tradicionales de la City de Londres son de origen romano, a saber: Ludgate, Newgate, Aldersgate, Cripplegate, Bishopsgate y Aldgate (la excepción es Moorgate, de origen medieval).
En el siglo V, el Imperio Romano estaba en rápida decadencia y, en el año 410 d. C., la ocupación romana de Britania llegó a su fin. A continuación, la ciudad romana también entró en un rápido declive y a finales del siglo V estaba prácticamente abandonada.

### El Londres anglosajón (sigloV- 1066)
Hasta hace poco se creía que los asentamientos anglosajones evitaban inicialmente la zona inmediata a Londinium. Sin embargo, el descubrimiento en 2008 de un cementerio anglosajón en Covent Garden indica que los recién llegados habían empezado a asentarse allí al menos en el siglo VI y posiblemente en el V. El núcleo principal de este asentamiento se encontraba fuera de las murallas romanas, agrupándose a poca distancia hacia el oeste a lo largo de lo que hoy es el Strand, entre Aldwych y Trafalgar Square. Se conocía como Lundenwic, y el sufijo -wic denota un asentamiento comercial. Excavaciones recientes también han puesto de relieve la densidad de población y la organización urbana relativamente sofisticada de este primer Londres anglosajón, que se trazaba siguiendo un patrón cuadriculado y llegó a albergar una población probable de entre 10.000 y 12.000 habitantes.
El Londres anglosajón primitivo pertenecía a un pueblo conocido como los sajones medios, de los que deriva el nombre del condado de Middlesex, pero que probablemente también ocupaban la zona aproximada de los actuales Hertfordshire y Surrey. Sin embargo, a principios del siglo VII la zona de Londres se había incorporado al reino de los sajones orientales. En el año 604, el rey Saeberto de Essex se convirtió al cristianismo y Londres recibió a Melito, su primer obispo posromano.
En esa época, Essex estaba bajo el señorío del rey Ethelberto de Kent, y fue bajo su patrocinio cuando Melito fundó la primera catedral de San Pablo, que tradicionalmente se dice que estaba en el emplazamiento de un antiguo templo romano de Diana (aunque Christopher Wren no encontró pruebas de ello). En un principio sólo sería una iglesia modesta, y es muy posible que fuera destruida tras su expulsión de la ciudad por los sucesores paganos de Saeberto.
El establecimiento permanente del cristianismo en el reino de Sajonia Oriental tuvo lugar en el reinado del rey Sigeberto II, en la década de 650. Durante el siglo VIII, el reino de Mercia extendió su dominio sobre el sureste de Inglaterra, inicialmente a través de un señorío que en ocasiones se convirtió en una anexión directa. Londres parece haber quedado bajo el control directo de los mercios en la década de 730.

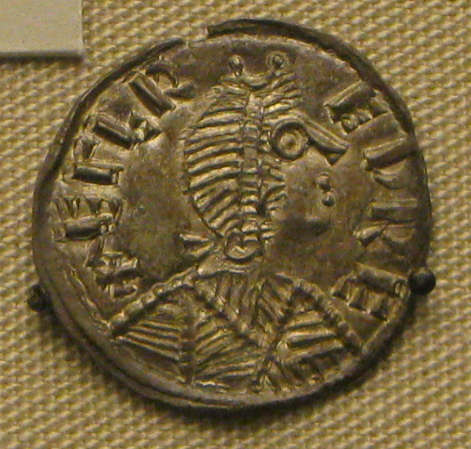
Moneda de plata de Alfredo, con la leyenda ÆLFRED REX.

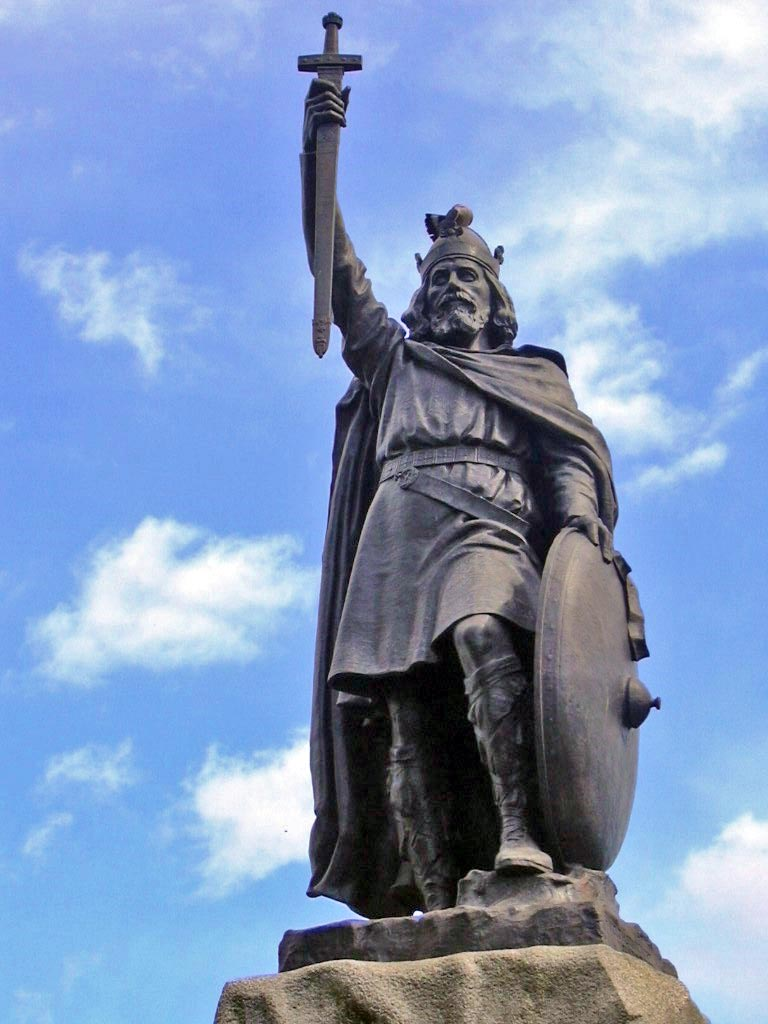
La estatua de Alfredo el Grande en Winchester, erigida en 1899.

Los ataques vikingos dominaron la mayor parte del siglo IX, haciéndose cada vez más frecuentes a partir del 830 aproximadamente. Londres fue saqueada en 842 y de nuevo en 851. El «Gran Ejército Pagano» danés, que había arrasado Inglaterra desde 865, invernó en Londres en 871. La ciudad permaneció en manos danesas hasta 886, cuando fue capturada por las fuerzas del rey Alfredo el Grande de Wessex y reincorporada a Mercia, gobernada entonces bajo la soberanía de Alfredo, por su yerno el ealdorman Etelredo II.

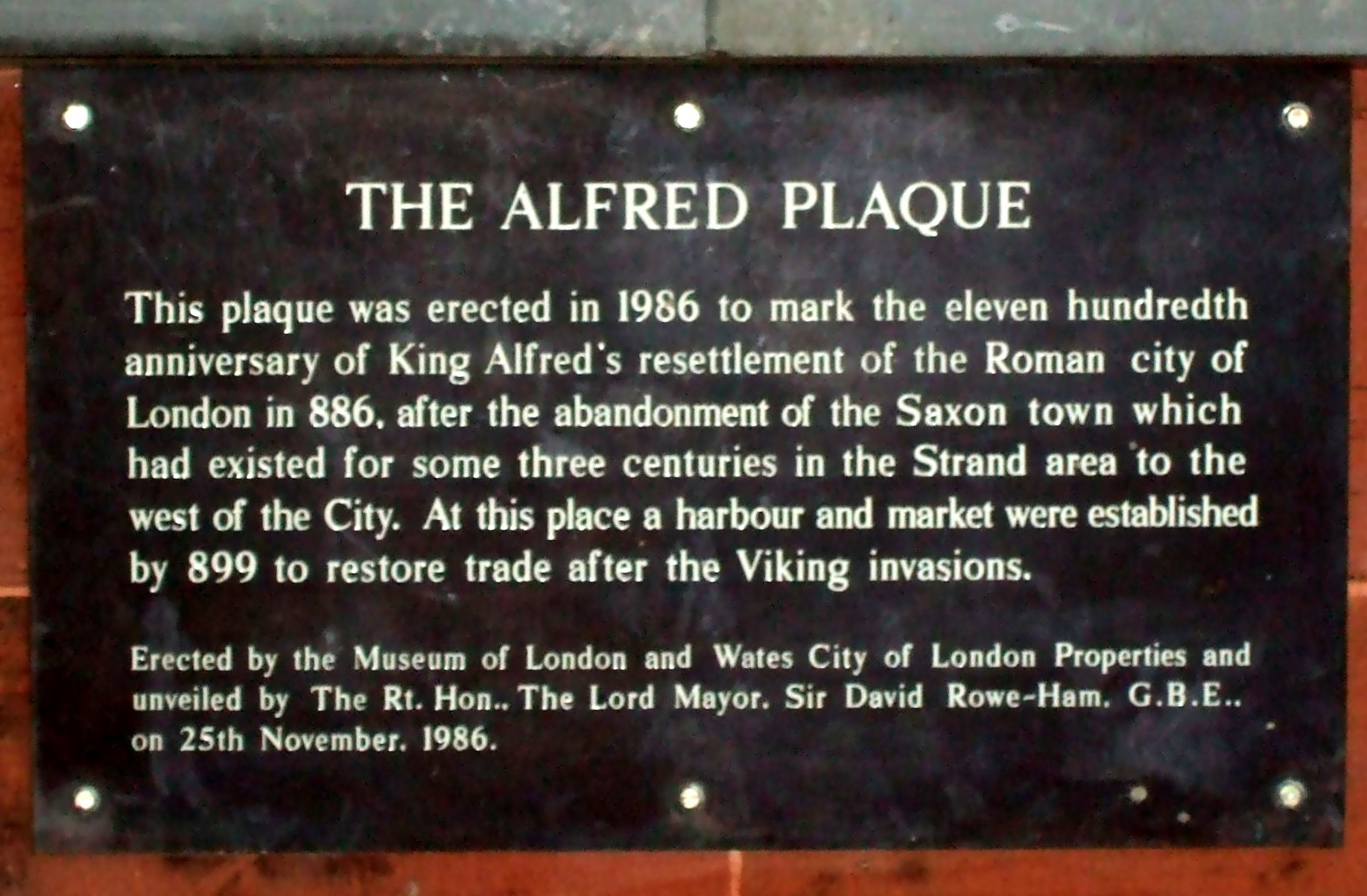
Una placa en la City de Londres recuerda el restablecimiento de la ciudad amurallada romana.

En esta época, los asentamientos se trasladaron al interior de las antiguas murallas romanas por motivos de defensa, y la ciudad pasó a llamarse Lundenburh. Las murallas romanas se repararon y se recortó el foso defensivo, mientras que el puente probablemente se reconstruyó en esta época. En la orilla sur, en Southwark, se estableció un segundo borough fortificado, el Suthringa Geworc (obra defensiva de los hombres de Surrey). El antiguo asentamiento de Lundenwic pasó a conocerse como ealdwic o «antiguo asentamiento», nombre que pervive hoy como Aldwich.
A partir de este momento, la City de Londres comenzó a desarrollar su propio y singular gobierno local. Tras la muerte de Etelredo en 911, fue transferida a Wessex, precediendo a la absorción del resto de Mercia en 918. Aunque se enfrentaba a la competencia por la preeminencia política en el Reino de Inglaterra unido del centro tradicional sajón occidental de Winchester, el tamaño y la riqueza comercial de Londres le otorgaron una importancia cada vez mayor como foco de actividad gubernamental. El rey Athelstan celebró muchas reuniones del witan en Londres y promulgó leyes desde allí, mientras que el rey Etelredo II el Indeciso promulgó allí las Leyes de Londres en 978.
Tras la reanudación de los ataques vikingos en el reinado de Etelredo, Londres fue atacada sin éxito en 994 por un ejército al mando del rey Sweyn Forkbeard de Dinamarca. En 1013, cuando la resistencia inglesa a los continuos y crecientes ataques daneses se derrumbó, Londres rechazó un ataque de los daneses y fue el último lugar que resistió mientras el resto del país se sometía a Sweyn, pero a finales de año también capituló y Etelredo huyó al extranjero. Sweyn murió apenas cinco semanas después de haber sido proclamado rey y Etelredo fue restaurado en el trono, pero el hijo de Sweyn, Cnut, volvió al ataque en 1015.
Tras la muerte de Etelredo en Londres en 1016, su hijo Edmund Ironside fue proclamado rey allí por el witangemot y partió para reunir fuerzas en Wessex. Londres fue entonces sometida a un asedio sistemático por parte de Cnut, pero fue salvada por el ejército del rey Edmundo; cuando Edmundo partió de nuevo para reclutar refuerzos en Wessex, los daneses reanudaron el asedio, pero volvieron a fracasar. Sin embargo, tras su derrota en la batalla de Assandun, Edmundo cedió a Cnut toda Inglaterra al norte del Támesis, incluido Londres, y su muerte unas semanas más tarde dejó a Cnut el control de todo el país.
Una saga nórdica relata una batalla en la que el rey Etelredo volvió a atacar el Londres ocupado por los daneses. Según la saga, los daneses se alinearon en el puente de Londres y llenaron de lanzas a los atacantes. Impávidos, los atacantes arrancaron los tejados de las casas cercanas y los mantuvieron sobre sus cabezas en las barcas. Así protegidos, pudieron acercarse lo suficiente al puente para atar cuerdas a los pilares y derribarlo, poniendo fin a la ocupación vikinga de Londres. Es de suponer que esta historia se refiere al regreso de Etelredo al poder tras la muerte de Sweyn en 1014, pero no existen pruebas fehacientes de que en aquella ocasión se produjera una lucha semejante por el control de Londres.
Tras la extinción de la dinastía de Cnut en 1042, Eduardo el Confesor restauró el dominio inglés. Fue el responsable de la fundación de la abadía de Westminster y pasó gran parte de su tiempo en Westminster, que a partir de entonces fue suplantando a la propia ciudad como centro de gobierno. La muerte de Eduardo en Westminster en 1066 sin un heredero claro condujo a una disputa sucesoria y a la conquista normanda de Inglaterra. El conde Harold Godwinson fue elegido rey por los witangemot y coronado en la abadía de Westminster, pero fue derrotado y asesinado por Guillermo el Bastardo, duque de Normandía, en la batalla de Hastings. Los miembros supervivientes del witan se reunieron en Londres y eligieron rey al joven sobrino del rey Eduardo, Edgar el Atheling.
Los normandos avanzaron hasta la orilla sur del Támesis, frente a Londres, donde derrotaron un ataque inglés e incendiaron Southwark, pero no pudieron asaltar el puente. Avanzaron río arriba y cruzaron el río en Wallingford antes de avanzar sobre Londres desde el noroeste. La determinación de los dirigentes ingleses de resistir se vino abajo y los principales ciudadanos de Londres salieron junto con los miembros más destacados de la Iglesia y la aristocracia para someterse a Guillermo en Berkhamstead, aunque según algunos relatos hubo un violento enfrentamiento posterior cuando los normandos llegaron a la ciudad. Una vez ocupada Londres, Guillermo fue coronado rey en la abadía de Westminster.

### El Londres normando y medieval (1066 - finales delsigloXV)

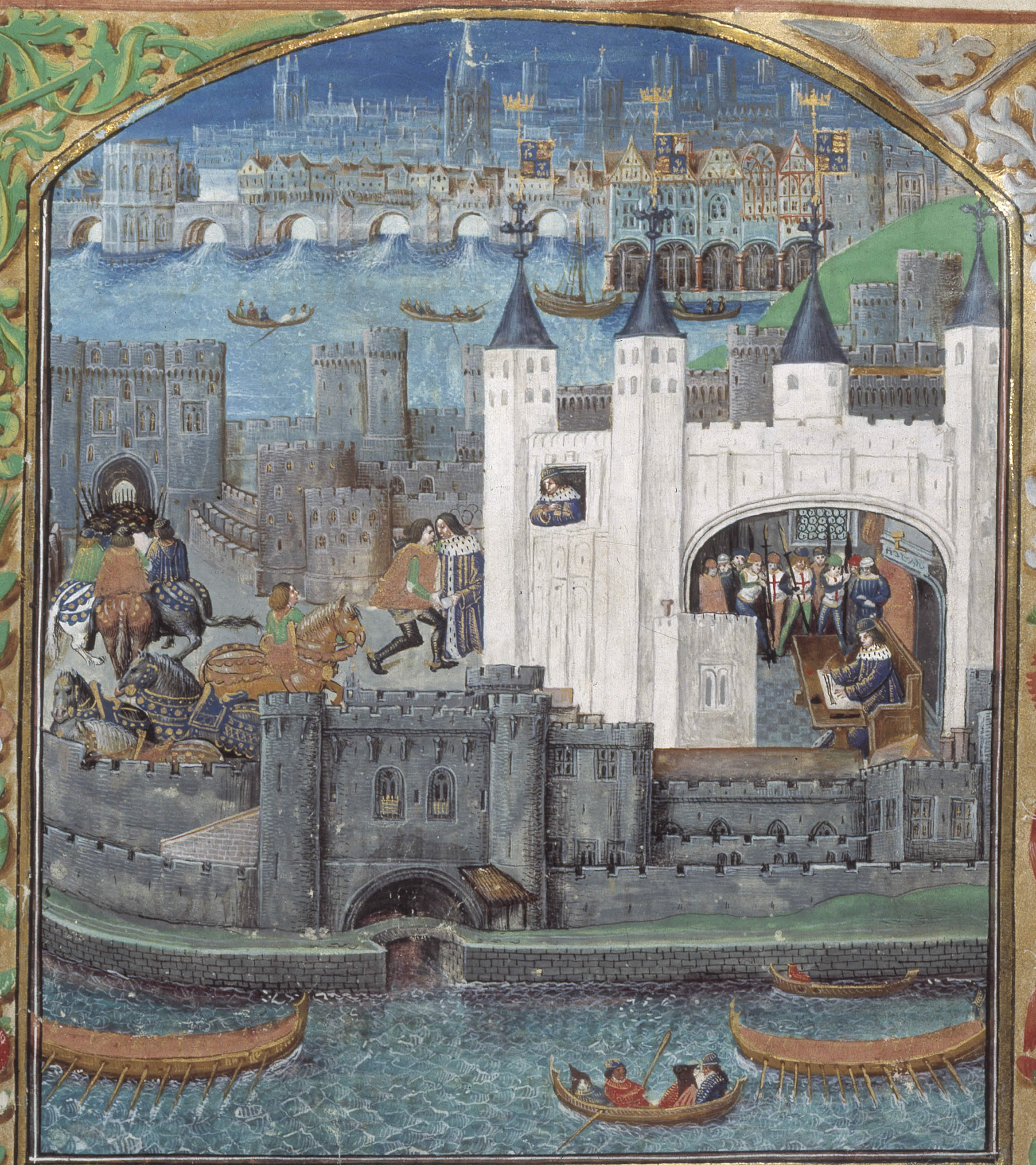
Representación del encarcelamiento de Carlos, duque de Orleans, en la Torre de Londres, tomada de un manuscrito del siglo XV. Al fondo, el viejo puente de Londres.

El nuevo régimen normando estableció nuevas fortalezas dentro de la ciudad para dominar a la población nativa. La más importante de ellas fue la Torre de Londres, en el extremo oriental de la ciudad, donde la fortificación inicial de madera fue rápidamente sustituida por la construcción del primer castillo de piedra de Inglaterra. A lo largo de la costa se construyeron también los castillos de menor tamaño, como el de Baynard y Montfichet. El rey Guillermo también concedió una carta en 1067 que confirmaba los derechos, privilegios y leyes existentes en la ciudad. Londres fue un centro de la naciente población judía de Inglaterra, la primera de las cuales llegó hacia 1070. Su creciente autogobierno se consolidó con los derechos electorales concedidos por el rey Juan en 1199 y 1215.
El 17 de octubre de 1091, un tornado clasificado T8 en la escala TORRO (equivalente a un F4 en la escala Fujita) azotó Londres; golpeó directamente la iglesia de St. Mary-le-Bow; se dice que cuatro pares de 7,9 metros de largo (26 pies) quedaron tan enterradas en el suelo que sólo eran visibles 1,2 metros (4 pies). Otras iglesias de la zona también fueron destruidas; se informó de que también destruyó más de 600 casas (aunque la mayoría eran principalmente de madera) y golpeó el puente de Londres, después del tornado el puente fue reconstruido en piedra. El tornado causó 2 muertos y un número indeterminado de heridos; este tornado se menciona en las crónicas de Florence de Worcester y Guillermo de Malmesbury, este último lo describe como «un gran espectáculo para los que lo observan desde lejos, pero una experiencia aterradora para los que están cerca».
En 1097, Guillermo Rufo, hijo de Guillermo el Conquistador, inició la construcción del «Westminster Hall», que se convirtió en el centro del palacio de Westminster.
En 1176 comenzó la construcción del Puente de Londres (terminado en 1209), que se levantó en el emplazamiento de varios puentes de madera anteriores. Este puente duraría 600 años, y siguió siendo el único que cruzaba el río Támesis hasta 1739.
En 1190 se produjeron actos de violencia contra los judíos, tras rumorearse que el nuevo rey había ordenado su masacre después de que se presentaran a su coronación.
En 1216, durante la primera guerra de los Barones, Londres fue ocupada por el príncipe Luis VIII de Francia, que había sido llamado por los rebeldes barones contra el rey Juan I y fue aclamado como rey de Inglaterra en la catedral de San Pablo. Sin embargo, tras la muerte de Juan en 1217, los partidarios de Luis volvieron a su lealtad Plantagenet, uniéndose en torno al hijo de Juan, Enrique III, y Luis se vio obligado a retirarse de Inglaterra.
En 1224, tras una acusación de asesinato ritual, la comunidad judía fue sometida a una fuerte leva punitiva. Luego, en 1232, Enrique III confiscó la principal sinagoga de la comunidad judía londinense porque afirmaba que sus cánticos se oían en una iglesia vecina. En 1264, durante la segunda guerra de los Barones, los rebeldes de Simón de Montfort ocuparon Londres y mataron a 500 judíos mientras intentaban apoderarse de los registros de deudas.
La comunidad judía de Londres se vio obligada a abandonar Inglaterra por la expulsión de Eduardo I en 1290. Se marcharon a Francia, Holanda y otros países; sus propiedades fueron confiscadas y muchos sufrieron robos y asesinatos al partir.
En los siglos siguientes, Londres se libraría de la fuerte influencia cultural y lingüística francesa, presente en la ciudad desde los tiempos de la conquista normanda. La ciudad desempeñaría un papel importante en el desarrollo del inglés de la Edad Moderna.

Londres hacia 1300.

Durante la Revuelta de los campesinos de 1381, Londres fue invadida por rebeldes liderados por Wat Tyler. Un grupo de campesinos asaltó la Torre de Londres y ejecutó al Lord canciller, el arzobispo Simon Sudbury, y al Lord tesorero. Los campesinos saquearon la ciudad e incendiaron numerosos edificios. Tyler fue apuñalado hasta la muerte por el Lord alcalde William Walworth en un enfrentamiento en Smithfield y la revuelta colapsó.
El comercio aumentó constantemente durante la Edad Media, y Londres creció mucho como consecuencia de ello. En 1100, Londres tenía algo más de 15.000 habitantes. En 1300, había crecido hasta los 80.000 habitantes. Londres perdió al menos la mitad de su población durante la peste negra de mediados del siglo XIV, pero su importancia económica y política estimuló una rápida recuperación a pesar de nuevas epidemias. El comercio londinense estaba organizado en varios gremios, que controlaban la ciudad de manera efectiva, y elegían al Lord alcalde de la City de Londres.
El Londres medieval estaba formado por calles estrechas y tortuosas, y la mayoría de los edificios estaban construidos con materiales combustibles como madera y paja, lo que convertía el fuego en una amenaza constante, mientras que el saneamiento de las ciudades era de baja calidad.

## Historia moderna y contemporánea

### El Londres de los Tudor (1485-1604)
| Panorama de Londres en 1543 de Wyngaerde | Panorama de Londres en 1543 de Wyngaerde | Panorama de Londres en 1543 de Wyngaerde |
| ---------------------------------------- | ---------------------------------------- | ---------------------------------------- |
| Section 1                                | Section 2                                | Section 3                                |

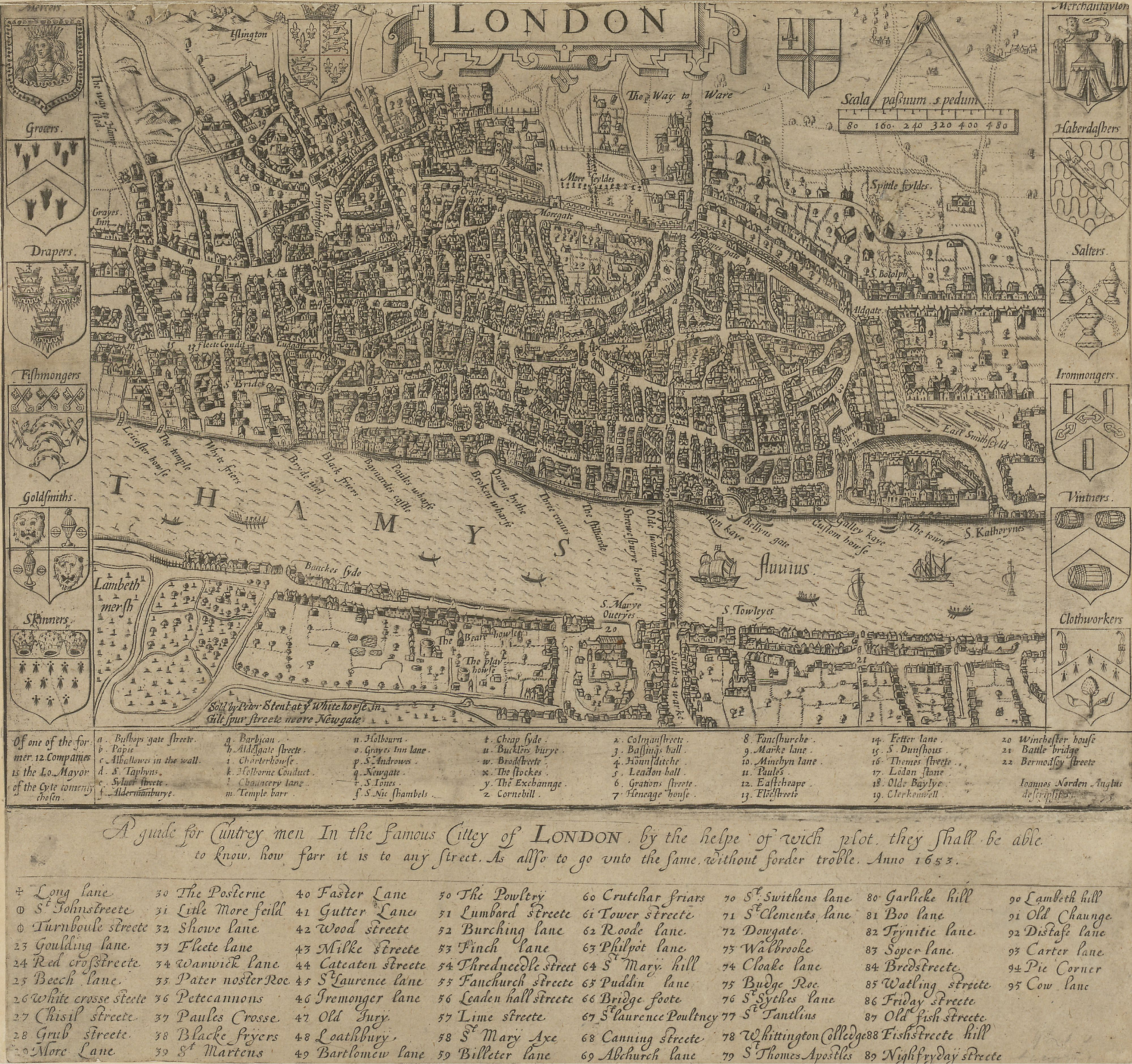
Mapa de Londres de John Norden en 1593. Sólo hay un puente sobre el Támesis, pero partes de Southwark, en la orilla sur del río, se han urbanizado.

En 1475, la Liga Hanseática estableció su principal base comercial inglesa (kontor) en Londres, llamada Stalhof o Steelyard. Existió hasta 1853, cuando las ciudades hanseáticas de Lübeck, Bremen y Hamburgo vendieron la propiedad a South Eastern Railway. El paño de lana se embarcaba sin teñir ni vestir desde el Londres de los siglos XIV y XV hasta las cercanas costas de los Países Bajos, donde se consideraba indispensable.
Durante la Reforma, Londres fue el principal centro del protestantismo en Inglaterra. Sus estrechas relaciones comerciales con los núcleos protestantes del norte de Europa continental, las grandes comunidades mercantiles extranjeras, el número desproporcionadamente elevado de habitantes alfabetizados y su papel como centro del comercio de la imprenta inglesa contribuyeron a la difusión de las nuevas ideas de reforma religiosa. Antes de la Reforma, más de la mitad de la superficie de Londres era propiedad de monasterios, conventos y otras casas religiosas.
La «disolución de los monasterios» de Enrique VIII tuvo un profundo efecto en la ciudad, ya que casi todas estas propiedades cambiaron de dueño. El proceso comenzó a mediados de la década de 1530, y en 1538 la mayoría de las grandes casas monásticas habían sido abolidas. Holy Trinity Aldgate pasó a Lord Audley, y el marqués de Winchester se construyó una casa en parte de su recinto. La Charterhouse pasó a Lord North, Blackfriars a Lord Cobham, el hospital de leprosos de St. Giles a Lord Dudley, mientras que el rey se apropió del hospital de leprosos de St James, que fue reconstruido como St. James's Palace.
Durante este periodo, Londres adquirió una importancia cada vez mayor entre los centros comerciales europeos. El comercio se extendió más allá de Europa Occidental, a Rusia, Levante y América. Fue la época del mercantilismo y se crearon en Londres, por cédula real, compañías comerciales monopolistas como la Compañía de Moscovia (1555) y la Compañía Británica de las Indias Orientales (1600). Esta última, que acabó gobernando la India, fue una de las instituciones clave de Londres, y de Gran Bretaña en su conjunto, durante dos siglos y medio. A Londres llegaron inmigrantes no sólo de toda Inglaterra y Gales, sino también del extranjero, por ejemplo hugonotes de Francia; la población pasó de unos 50.000 habitantes en 1530 a unos 225 000 en 1605. El crecimiento de la población y de la riqueza de Londres se vio impulsado por una gran expansión de la navegación costera.
A finales del siglo XVI y principios del XVII se produjo un gran florecimiento del teatro en Londres, cuya figura preeminente fue William Shakespeare. Durante los tranquilos últimos años del reinado de Isabel, algunos de sus cortesanos y algunos de los ciudadanos más ricos de Londres se construyeron residencias campestres en Middlesex, Essex y Surrey. Se trataba de una de las primeras manifestaciones del movimiento de las villas, el gusto por las residencias que no estaban ni en la ciudad ni en una finca agrícola, pero en el momento de la muerte de Isabel, en 1603, Londres seguía siendo relativamente compacto.

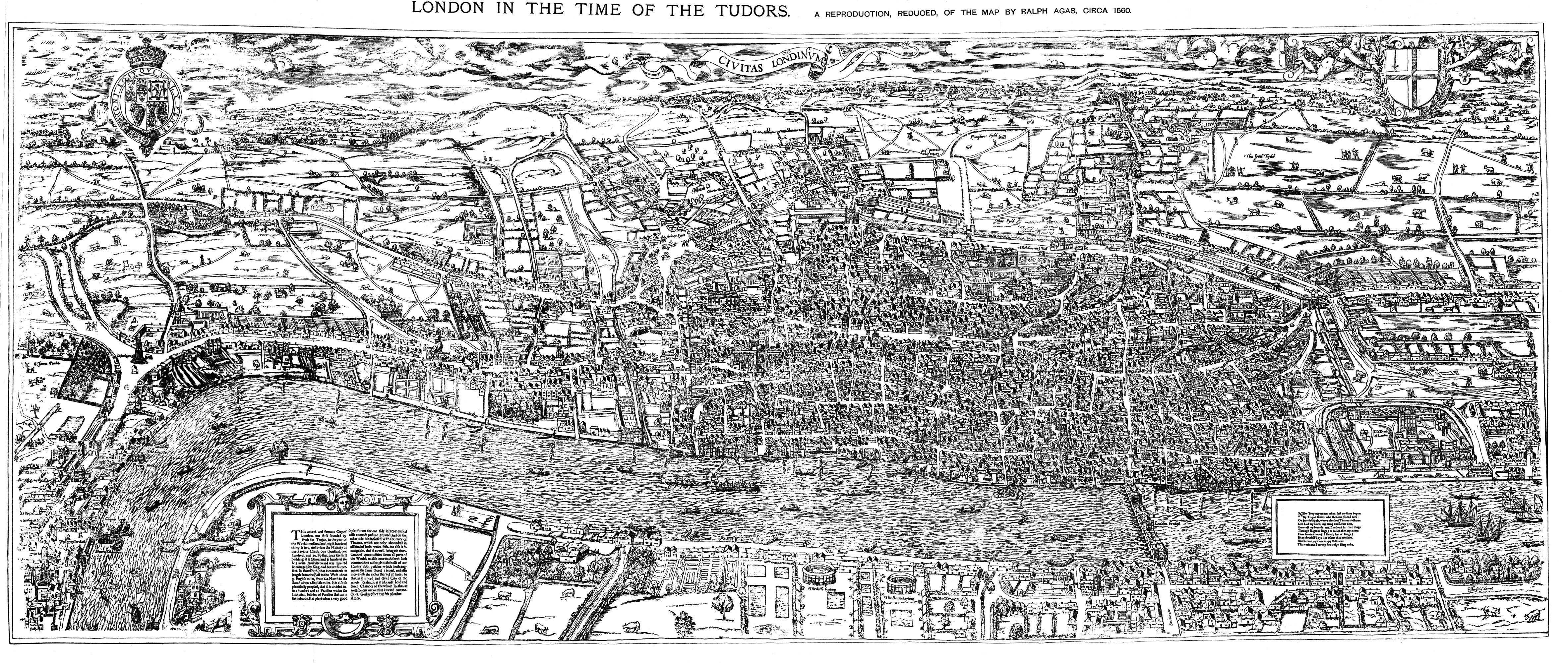
El mapa «xilográfico» de Londres, titulado formalmente Civitas Londinum (c. 1561)

La xenofobia estaba muy extendida en Londres, y aumentó a partir de la década de 1580. Muchos inmigrantes se sintieron desilusionados por la rutina de acoso y amenazas violentas, los intentos de expulsión de extranjeros y la gran dificultad para adquirir la ciudadanía inglesa. Las ciudades holandesas resultaron más hospitalarias y muchos abandonaron Londres definitivamente. Se calcula que en 1600, de los 100.000 habitantes de Londres, 4.000 eran extranjeros, muchos de ellos trabajadores y comerciantes holandeses y alemanes.

### El Londres de los Estuardo (1603-1714)
La expansión de Londres más allá de los límites de la City se estableció de forma decisiva en el siglo XVII. En los primeros años de ese siglo, los alrededores inmediatos de la City, con la principal excepción de las residencias aristocráticas en dirección a Westminster, seguían considerándose poco propicios para la salud. Inmediatamente al norte estaba Moorfields, que recientemente había sido drenado y acondicionado en paseos, pero era frecuentado por mendigos y viajeros, que lo cruzaban para entrar en Londres. Junto a Moorfields se encontraban Finsbury Fields, campo de práctica favorito de los arqueros, y Mile End, entonces un lugar común en la Great Eastern Road y famoso como punto de encuentro de las tropas.
Los preparativos para que el rey Jacobo I se convirtiera en rey se vieron interrumpidos por una grave epidemia de peste, que pudo haber matado a más de treinta mil personas. El Lord Mayor's Show, que se había interrumpido durante algunos años, se reactivó por orden del rey en 1609. El monasterio disuelto de la Charterhouse, que había sido comprado y vendido varias veces por los cortesanos, fue adquirido por Thomas Sutton por 13.000 libras. El nuevo hospital, la capilla y la escuela comenzaron a construirse en 1611. La escuela Charterhouse sería una de las principales escuelas públicas de Londres hasta que se trasladó a Surrey en la época victoriana, y el lugar se sigue utilizando como escuela de medicina.
El lugar de reunión general de los londinenses durante el día era la nave de la antigua catedral de San Pablo. Los comerciantes realizaban sus negocios en los pasillos y utilizaban la pila bautismal como mostrador en el que efectuar sus pagos; los abogados recibían a sus clientes en sus pilares particulares y los desempleados buscaban trabajo. St Paul's Churchyard era el centro del comercio de libros y Fleet Street el centro del entretenimiento público. Bajo el reinado de Jacobo I, el teatro, que se estableció con tanta firmeza en los últimos años de Isabel, creció aún más en popularidad. Las representaciones en los teatros públicos se complementaban con elaboradas mascaradas en la corte real y en las posadas de la corte.
Carlos I accedió al trono en 1625. Durante su reinado, los aristócratas comenzaron a habitar el West End en gran número. Además de los que tenían negocios específicos en la corte, cada vez eran más los terratenientes rurales y sus familias que vivían en Londres por una parte del año, simplemente por la vida social. Era el comienzo de la «temporada londinense». Lincoln's Inn Fields se construyó hacia 1629. La plaza de Covent Garden, diseñada por el primer arquitecto de formación clásica de Inglaterra, Inigo Jones, le siguió en torno a 1632. Las calles adyacentes se construyeron poco después, y las calles Henrietta, Charles, James, King y York recibieron los nombres de miembros de la familia real.

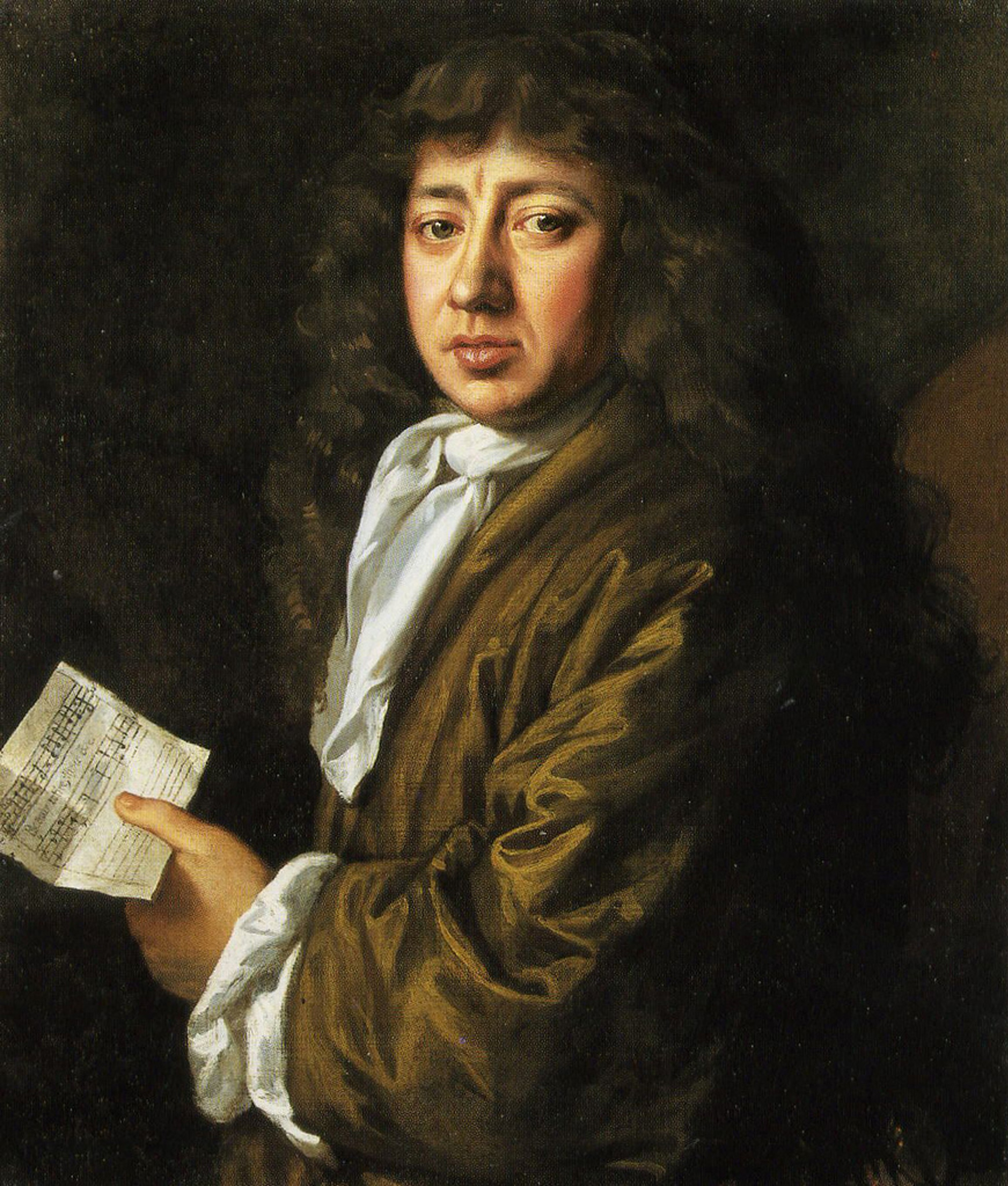
Samuel Pepys, cronista del Londres de los Estuardo.

En enero de 1642, cinco parlamentarios a los que el rey quería arrestar se refugiaron en la City. En agosto de ese mismo año, el rey izó su estandarte en Nottingham, y Londres se puso del lado del parlamento durante la guerra civil inglesa. Al principio, el rey tenía ventaja militar y en noviembre ganó la batalla de Brentford, a unos kilómetros al oeste de Londres. La City organizó un nuevo ejército improvisado y Carlos vaciló y se retiró.
Posteriormente, se construyó un amplio sistema de fortificaciones para proteger Londres de un nuevo ataque de los realistas. Consistía en una fuerte muralla de tierra, reforzada con bastiones y reductos. Se extendía mucho más allá de las murallas de la City y abarcaba toda la zona urbana, incluidos Westminster y Southwark. Londres no volvió a verse seriamente amenazada por los monárquicos, y los recursos financieros de la City contribuyeron de forma importante a la victoria de los parlamentarios en la guerra.
La insalubre y superpoblada City de Londres ha sufrido numerosos brotes de peste a lo largo de los siglos, pero en Gran Bretaña es el último brote importante el que se recuerda como la «Gran Peste». Ocurrió en 1665 y 1666 y mató a unas 60.000 personas, lo que suponía una quinta parte de la población. Samuel Pepys escribió la crónica de la epidemia en su diario. El 4 de septiembre de 1665 escribió: «He permanecido en la ciudad hasta que han muerto más de 7400 personas en una semana, y de ellas unas 6000 de peste, y apenas se oye ruido de día o de noche, salvo el tañido de las campanas».

#### Gran incendio de Londres (1666)
A la Gran Peste le siguió inmediatamente otra catástrofe, aunque ésta contribuyó a poner fin a la peste. El domingo 2 de septiembre de 1666 estalló el Gran incendio de Londres a la una de la madrugada en una panadería de Pudding Lane, en el sur de la City. Avivado por el viento del este, el fuego se propagó y los esfuerzos por detenerlo derribando casas para hacer cortafuegos fueron desorganizados al principio. El martes por la noche el viento amainó un poco y el miércoles el fuego disminuyó. El jueves se extinguió, pero en la tarde de ese día las llamas volvieron a estallar en el Templo. Algunas casas fueron inmediatamente voladas con pólvora, y así el fuego fue finalmente dominado. Se construyó un monumento para conmemorar el incendio: durante más de siglo y medio llevó una inscripción que atribuía la conflagración a un «frenesí papista (popish frenzy)».

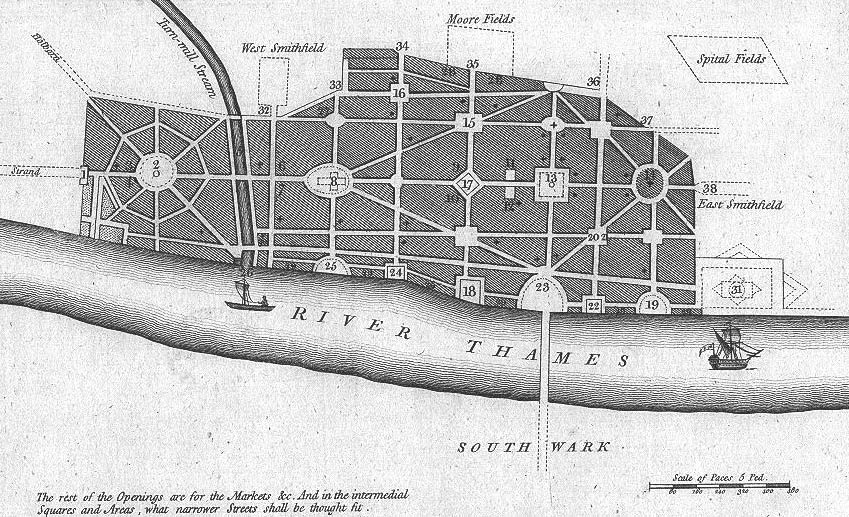
Plan de John Evelyn para la reconstrucción de Londres tras el Gran incendio.

El incendio destruyó cerca del 60% de la City, incluida la antigua catedral de San Pablo, 87 iglesias parroquiales, 44 compañías de librea y la Royal Exchange. Sin embargo, el número de víctimas fue sorprendentemente pequeño: se cree que fueron 16 como máximo. Pocos días después del incendio, Christopher Wren, John Evelyn y Robert Hooke presentaron al rey tres planes para la reconstrucción de la ciudad.
Wren propuso construir vías principales hacia el norte y el sur, y hacia el este y el oeste, aislar todas las iglesias en lugares destacados, convertir los lugares más públicos en grandes plazas, unir los salones de las doce principales compañías de librea en una plaza regular anexa al Guildhall, y construir un buen muelle en la orilla del río desde Blackfriars hasta la Torre de Londres. Wren deseaba construir las nuevas calles rectas y en tres anchuras estándar de treinta, sesenta y noventa pies. El plan de Evelyn difería del de Wren principalmente en que proponía una calle desde la iglesia de St Dunstans-in-the-East, hasta la de San Pablo, y en que no tenía muelle ni terraza a lo largo del río. Estos planes no se llevaron a cabo, y la ciudad reconstruida siguió en general el callejero de la antigua, y la mayor parte de él ha sobrevivido hasta el siglo XXI.

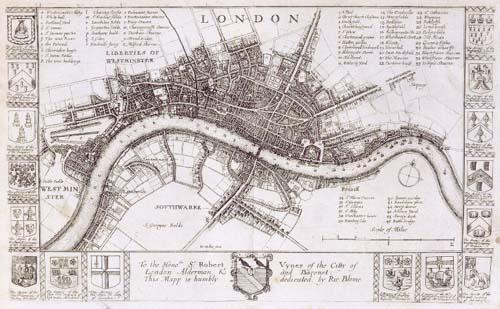
Plano de Londres de Richard Blome (1673). El desarrollo del West End había empezado a acelerarse recientemente.

Sin embargo, la nueva City era diferente de la antigua. Muchos residentes aristocráticos nunca regresaron, prefiriendo tomar nuevas casas en el West End, donde se construyeron nuevos barrios de moda como St James's, cerca de la principal residencia real, que era el palacio de Whitehall hasta que fue destruido por un incendio en la década de 1690, y después el palacio de St. James. En el callejón rural de Piccadilly surgieron mansiones cortesanas como Burlington House. De este modo, la separación entre la City londinense, mercantil y de clase media, y el mundo aristocrático de la corte en Westminster se hizo completa.
En la propia City se pasó de los edificios de madera a las construcciones de piedra y ladrillo para reducir el riesgo de incendios. La Ley de Reconstrucción de Londres, promulgada por el Parlamento en 1666, establecía que «construir con ladrillo no sólo es más bello y duradero, sino también más seguro contra futuros riesgos de incendio». A partir de entonces, sólo se permitieron las puertas, los marcos de las ventanas y las fachadas de las tiendas de madera.
El plan de Christopher Wren para un nuevo modelo de Londres quedó en nada, pero se le encargó la reconstrucción de las iglesias parroquiales en ruinas y la sustitución de la catedral de San Pablo. Su catedral barroca abovedada fue el principal símbolo de Londres durante al menos siglo y medio. Como agrimensor de la ciudad, Robert Hooke supervisó la reconstrucción de las casas de la City. El East End, es decir, la zona situada inmediatamente al este de las murallas de la ciudad, también se pobló intensamente en las décadas posteriores al Gran incendio. Los muelles de Londres empezaron a extenderse río abajo, atrayendo a muchos obreros que trabajaban en los propios muelles y en los oficios de distribución y procesamiento. Esta gente vivía en Whitechapel, Wapping, Stepney y Limehouse, generalmente en barrios marginales.
En el invierno de 1683 y 1684 se celebró una feria de la escarcha en el Támesis. La helada, que comenzó unas siete semanas antes de Navidad y continuó durante seis semanas después, fue la mayor de la que se tiene constancia. La revocación del Edicto de Nantes en 1685 provocó una gran migración de hugonotes a Londres. Establecieron una industria de la seda en Spitalfields.
En esta época se funda el Banco de Inglaterra y la Compañía Británica de las Indias Orientales amplía su influencia. La Lloyd's of London también comenzó a funcionar a finales del siglo XVII. En 1700, Londres gestionaba el 80% de las importaciones, el 69% de las exportaciones y el 86% de las reexportaciones de Inglaterra. Muchas de las mercancías eran artículos de lujo procedentes de América y Asia, como la seda, el azúcar, el té y el tabaco. La última cifra subraya el papel de Londres como entrepuerto: aunque en el siglo XVII tenía muchos artesanos y más tarde adquiriría algunas grandes fábricas, su prominencia económica nunca se basó principalmente en la industria. Por el contrario, fue un gran centro de comercio y redistribución. La marina mercante inglesa, cada vez más dominante, traía mercancías a Londres, no sólo para satisfacer la demanda interna, sino también para reexportarlas a toda Europa y más allá.
A Guillermo III, holandés, le importaba poco Londres, cuyo humo le producía asma, y tras el primer incendio del palacio de Whitehall (1691) compró Nottingham House y lo transformó en el palacio de Kensington. Kensington era entonces un pueblo insignificante, pero la llegada de la corte pronto hizo que creciera en importancia. El palacio rara vez contó con el favor de los futuros monarcas, pero su construcción supuso un paso más en la expansión de los límites de Londres. Durante el mismo reinado se inició la construcción del Hospital de Greenwich, que entonces se encontraba fuera de los límites de Londres, pero que ahora estaba cómodamente dentro de ellos; era el complemento naval del Hospital Real de Chelsea para antiguos soldados, que se había fundado en 1681. Durante el reinado de la reina Ana se promulgó una ley que autorizaba la construcción de 50 nuevas iglesias para atender al gran aumento de población que vivía fuera de los límites de la City de Londres.

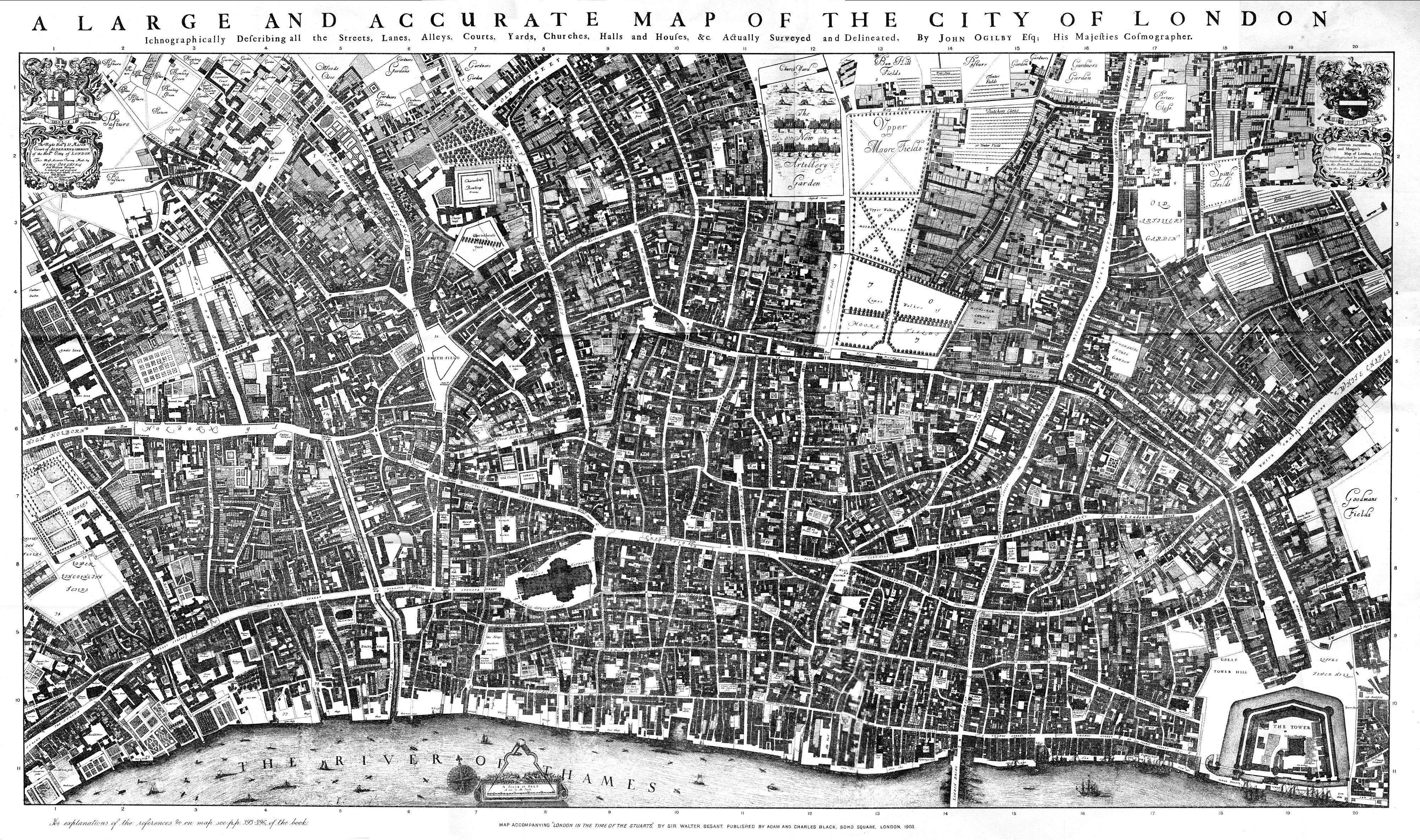
Mapa de la City de Londres de Ogilby & Morgan (1673). «Un mapa grande y preciso de la City de Londres. Describe icnográficamente todas las calles carriles, callejones, patios, iglesias, salones y casas. Levantado y delineado por John Ogilby, Cosmógrafo de Su Majestad».

### SigloXVIII

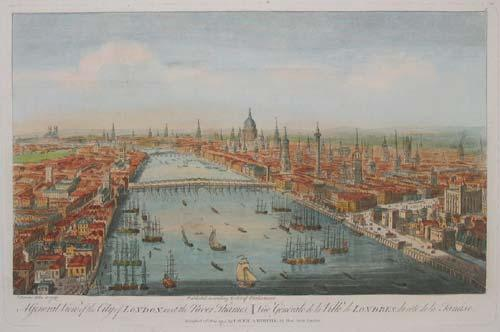
Vista de Londres desde el este en 1751.

El siglo XVIII fue un periodo de rápido crecimiento para Londres, reflejo del aumento de la población nacional, los primeros atisbos de la Revolución Industrial y el papel de Londres como centro del Imperio Británico en evolución.
En 1707 se aprobó un Acta de Unión que fusionaba los Parlamentos escocés e inglés, estableciendo así el Reino de Gran Bretaña. Un año más tarde, en 1708, la obra maestra de Christopher Wren, la catedral de San Pablo, fue terminada el día de su cumpleaños. Sin embargo, el primer servicio religioso se había celebrado el 2 de diciembre de 1697, más de diez años antes. Esta catedral sustituyó a la original de San Pablo, que había quedado completamente destruida en el Gran incendio de Londres. Este edificio está considerado uno de los más bellos de Gran Bretaña y un bello ejemplo de arquitectura barroca.

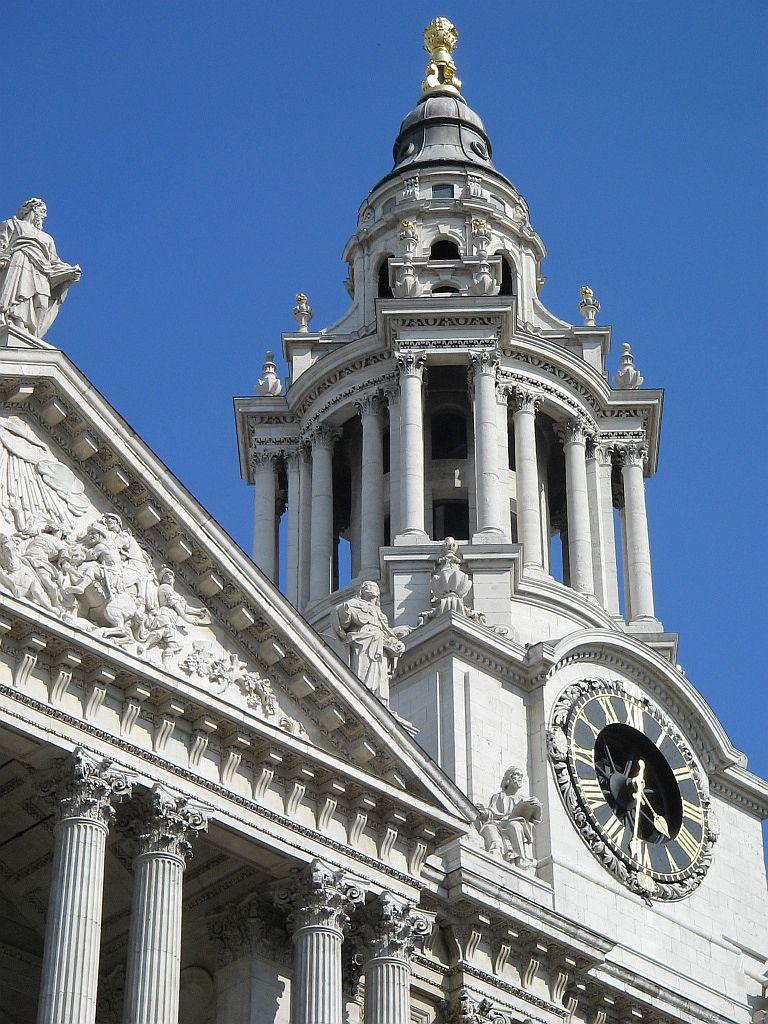
La torre del reloj de la catedral de San Pablo de Wren.

Muchos comerciantes de diferentes países llegaron a Londres para comerciar con bienes y mercancías. Además, más inmigrantes se trasladaron a Londres, lo cual provocó que la población aumentara. Más gente también se trasladó a Londres por motivos de trabajo y negocios, lo que hizo de Londres una ciudad más grande y bulliciosa. La victoria británica en la guerra de los Siete Años aumentó la posición internacional del país y abrió nuevos y grandes mercados al comercio británico, impulsando aún más la prosperidad de Londres.
Durante el periodo georgiano, Londres se extendió más allá de sus límites tradicionales a un ritmo acelerado. Así lo demuestran una serie de mapas detallados, en particular el de John Rocque de 1741 a 1745 y su mapa de Londres de 1746. En el West End se construyeron nuevos barrios para los ricos, como Mayfair; nuevos puentes sobre el Támesis fomentaron una aceleración del desarrollo en el sur de Londres y, en el East End, el puerto de Londres se expandió río abajo de la City. Durante este periodo se produjo también el levantamiento de las colonias americanas.
En 1780, la Torre de Londres recluyó a su único prisionero estadounidense, el antiguo presidente del Congreso Continental, Henry Laurens. En 1779 fue representante de Holanda en el Congreso y consiguió el apoyo del país a la Revolución. En su viaje de regreso a América, la Marina Real lo capturó y lo acusó de traición tras encontrar pruebas de un motivo de guerra entre Gran Bretaña y Holanda. Fue liberado de la Torre el 21 de diciembre de 1781 a cambio del general Lord Cornwallis.
En 1762, Jorge III adquirió el palacio de Buckingham (entonces llamado Buckingham House) al duque de Buckingham. En los 75 años siguientes fue ampliado por arquitectos como John Nash.

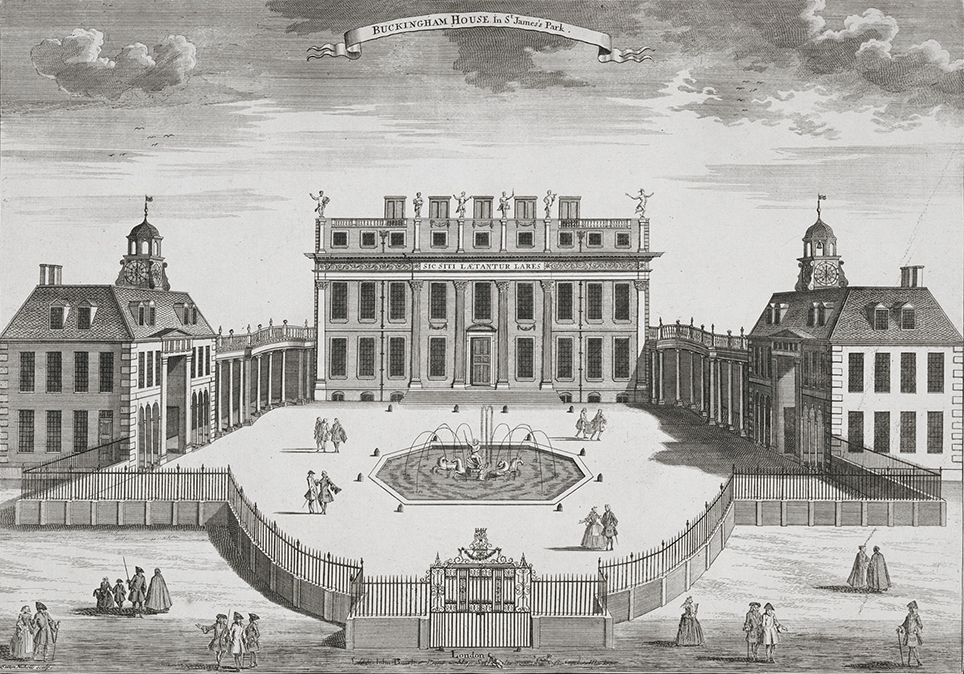
El Palacio de Buckingham en el.

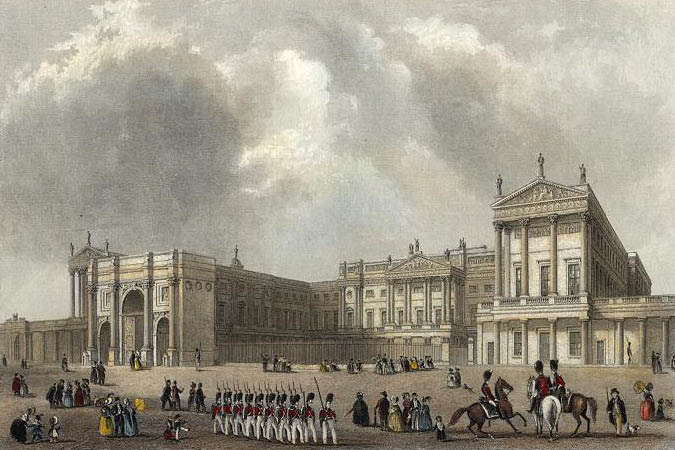
Palacio de Buckingham en 1837, ampliado por John Nash.

Un fenómeno de la época fue el café, que se convirtió en un lugar popular para debatir ideas. La creciente alfabetización y el desarrollo de la imprenta permitieron una amplia difusión de las noticias. A lo largo del siglo, Fleet Street se convirtió en el centro del embrión de la prensa nacional.
El Londres del siglo XVIII estaba marcado por la delincuencia. En 1750 se crearon los Bow Street Runners, un cuerpo de policía profesional. Las penas por delitos eran duras, llegando a aplicarse la pena de muerte por delitos bastante menores. Los ahorcamientos públicos eran habituales en Londres y constituían actos públicos muy populares.
En 1780, Londres se vio sacudida por los disturbios de Gordon, un levantamiento de protestantes contra la emancipación católica liderado por Lord George Gordon. Se produjeron graves daños en iglesias y hogares católicos, y 285 alborotadores resultaron muertos.
Hasta 1750, el Puente de Londres era el único paso sobre el Támesis, pero en ese año se abrió el Puente de Westminster y, por primera vez en la historia, el Puente de Londres tuvo, en cierto modo, un rival. En 1798, el banquero de Fráncfort Nathan Mayer Rothschild llegó a Londres y estableció una casa bancaria en la ciudad, con una gran suma de dinero que le había dado su padre, Amschel Mayer Rothschild. Los Rothschild también tenían bancos en París y Viena. El banco financió numerosos proyectos de gran envergadura, especialmente en relación con los ferrocarriles de todo el mundo y el Canal de Suez.
El siglo XVIII fue testigo de la separación de las colonias americanas y de muchos otros acontecimientos desafortunados en Londres, pero también de grandes cambios y de la Ilustración. Todo ello desembocó en el comienzo de los tiempos modernos, el siglo XIX.

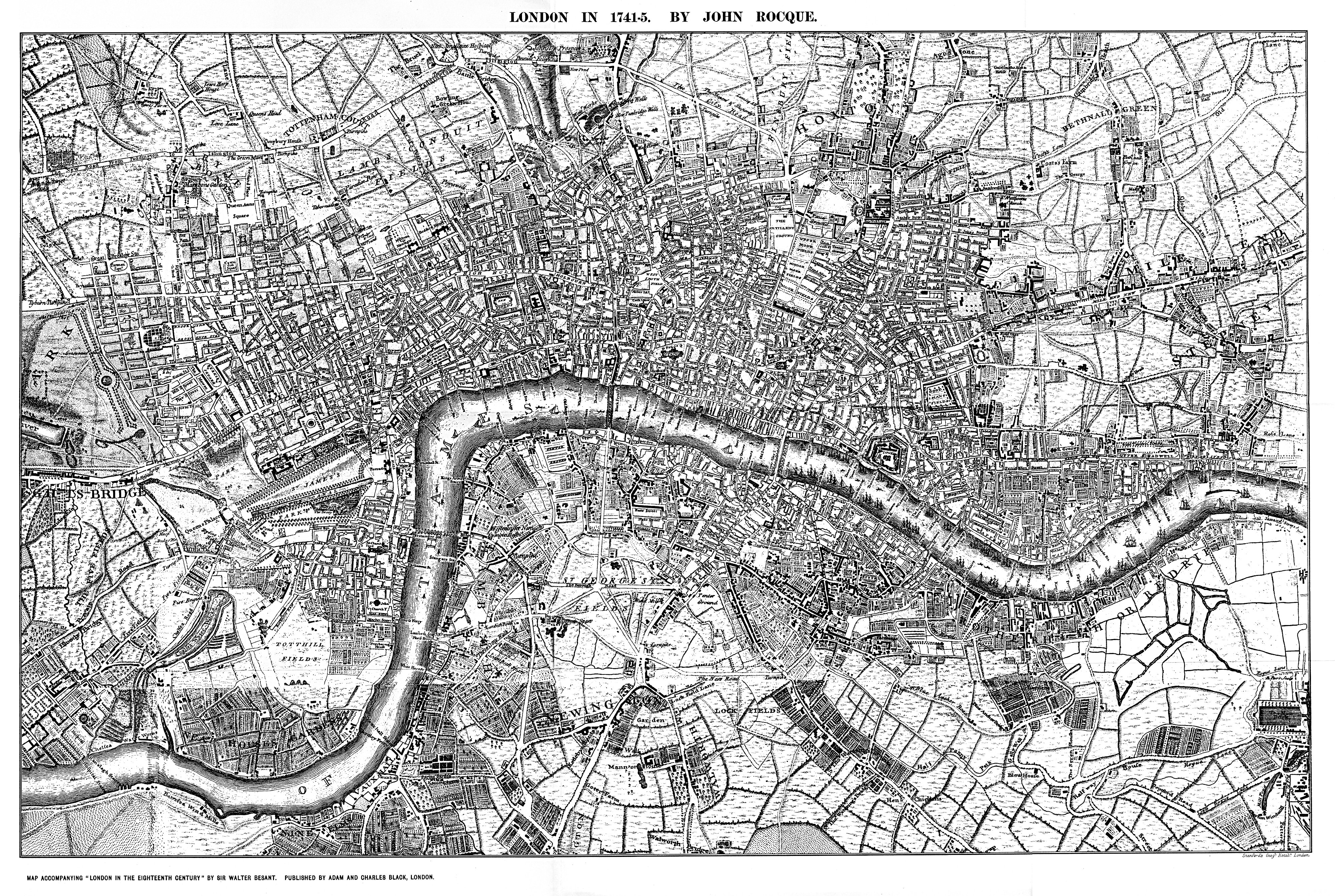
Copia detallada del Mapa de Londres de John Rocque, 1741-1745.

### SigloXIX

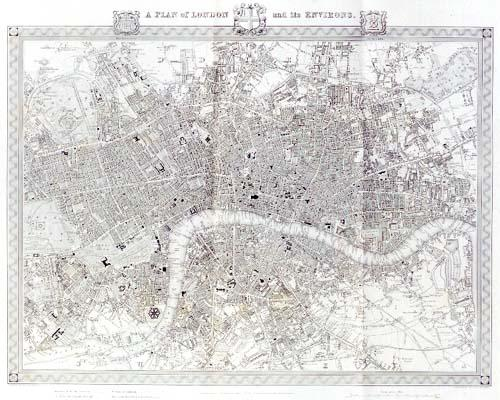
Londres tal y como fue grabado por J. & C. Walker en 1845 a partir de un mapa de R Creighton. Muchos distritos del West End estaban completamente urbanizados, y el East End también se extendía mucho más allá de la franja oriental de la City londinense. Ahora había varios puentes sobre el Támesis, lo que permitió el rápido desarrollo del sur de Londres.

Durante el siglo XIX, Londres se transformó en la ciudad más grande del mundo y capital del Imperio Británico. Su población pasó de un millón de habitantes en 1800 a 6,7 millones un siglo después. Durante este periodo, Londres se convirtió en una capital comercial, financiera y política en el mundo. No tuvo rival hasta finales de siglo, cuando París y Nueva York empezaron a amenazar su dominio.
Aunque la ciudad se enriqueció con la expansión de las posesiones británicas, el Londres del siglo XIX era también una ciudad de pobreza, donde millones de personas vivían hacinadas en tugurios insalubres. La vida de los pobres fue inmortalizada por Charles Dickens en novelas como Oliver Twist.
En 1829, el entonces ministro del Interior (y futuro primer ministro) Robert Peel creó la Policía Metropolitana como cuerpo policial que cubría toda la zona urbana. El cuerpo se ganó el apodo de bobbies o peelers en honor a Robert Peel.
El Londres del siglo XIX se transformó con la llegada del ferrocarril. Una nueva red de ferrocarriles metropolitanos permitió el desarrollo de suburbios en condados vecinos desde los que la clase media y los ricos podían desplazarse al centro. Si bien esto estimuló el crecimiento masivo de la ciudad hacia el exterior, el crecimiento del gran Londres también exacerbó la división de clases, ya que las clases más adineradas emigraron a los suburbios, dejando a los pobres para habitar las zonas del centro de la ciudad.
El primer ferrocarril que se construyó en Londres fue una línea desde el puente de Londres a Greenwich, inaugurada en 1836. Pronto le siguieron la apertura de grandes terminales ferroviarias que acabaron uniendo Londres con todos los rincones de Gran Bretaña, como las estaciones de Euston (1837), Paddington (1838), Fenchurch Street (1841), Waterloo (1848), King's Cross (1850) y St Pancras (1863). A partir de 1863 se construyeron las primeras líneas del metro de Londres.
La zona urbanizada siguió creciendo rápidamente y se extendió por Islington, Paddington, Belgravia, Holborn, Finsbury, Shoreditch, Southwark y Lambeth. Hacia mediados de siglo, el anticuado sistema de gobierno local de Londres, formado por antiguas parroquias y sacristías, tuvo dificultades para hacer frente al rápido crecimiento de la población. En 1855 se creó la Junta Metropolitana de Obras (Metropolitan Board of Works, MBW) con el fin de dotar a Londres de infraestructuras adecuadas para hacer frente a su crecimiento. Una de sus primeras tareas fue abordar los problemas de saneamiento de Londres. En aquella época, las aguas residuales se vertían directamente al río Támesis. Esto culminó en el Gran Hedor de 1858.
Finalmente, el Parlamento autorizó a la MBW a construir un gran sistema de alcantarillado. El ingeniero encargado de construir el nuevo sistema fue Joseph Bazalgette. En lo que fue uno de los mayores proyectos de ingeniería civil del siglo XIX, supervisó la construcción de más de 2100 km de túneles y tuberías bajo Londres para evacuar las aguas residuales y suministrar agua potable. Cuando se completó el sistema de alcantarillado de Londres, el número de muertos descendió drásticamente y se redujeron las epidemias de cólera y otras enfermedades. El sistema de Bazalgette sigue utilizándose hoy en día.
Uno de los acontecimientos más famosos del Londres del siglo XIX fue la Gran Exposición de 1851. Celebrada en The Crystal Palace, la feria atrajo a 6 millones de visitantes de todo el mundo y mostró a Gran Bretaña en el apogeo de su dominio imperial.

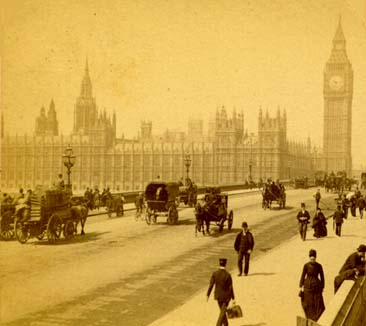
Las Casas del Parlamento desde el puente de Westminster a principios de la década de 1890.

Como capital de un enorme imperio, Londres se convirtió en un imán para los inmigrantes de las colonias y de las zonas más pobres de Europa. Durante la época victoriana se asentó una numerosa población irlandesa en la ciudad, muchos de ellos refugiados de la Gran Hambruna (1845-1849). En un momento dado, los irlandeses católicos representaban el 20 % de la población londinense y vivían hacinados en barrios marginales. Londres también pasó a contar con una importante comunidad judía, que destacó por su espíritu emprendedor en el comercio de ropa y mercancías.
En 1888 se creó el nuevo condado de Londres, administrado por el Consejo del Condado de Londres. Se trataba del primer órgano administrativo electo de todo Londres, que sustituía a la anterior Junta Metropolitana de Obras, formada por personas nombradas. El condado de Londres abarcaba en líneas generales lo que entonces era la totalidad de la aglomeración urbana de Londres, aunque posteriormente ésta superó los límites del condado. En 1900, el condado se subdividió en 28 municipios metropolitanos, que constituían un nivel de administración más local que el consejo del condado.
Durante el siglo XIX se construyeron muchos edificios y monumentos famosos de Londres, entre ellos
- Trafalgar Square
- El Big Ben y las Casas del Parlamento
- El Royal Albert Hall
- El Museo Victoria y Alberto
- El Puente de la Torre

### SigloXX

#### De 1900 a 1939

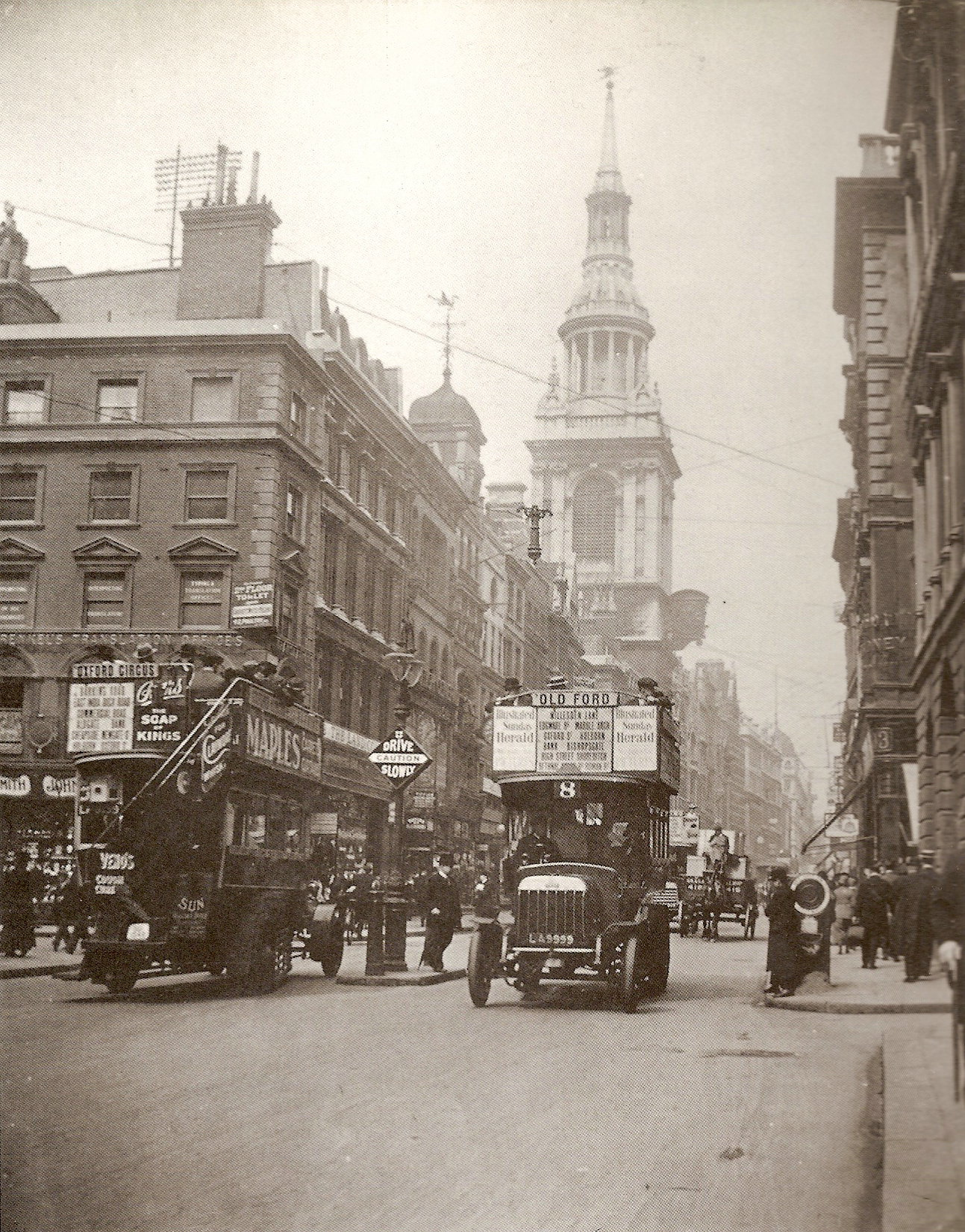
Fotografía de Cheapside en 1909, con la iglesia de St Mary-le-Bow al fondo.

Londres entró en el siglo XX en el apogeo de su influencia como capital de uno de los mayores imperios de la historia, pero el nuevo siglo iba a traer muchos retos.
La población de Londres siguió creciendo rápidamente en las primeras décadas del siglo, y el transporte público se amplió enormemente. El Consejo del Condado de Londres, a través de LCC Tramways, construyó una amplia red de tranvías; el primer servicio de autobuses a motor comenzó en la década de 1900. Progresivamente se fueron introduciendo mejoras en la red ferroviaria subterránea y de superficie de Londres, incluida la electrificación a gran escala.
Durante la Primera Guerra Mundial, Londres sufrió los primeros bombardeos de los zepelines alemanes, que mataron a unas 700 personas y causaron un gran terror, pero no fueron más que un anticipo de lo que estaba por venir. La City de Londres experimentaría muchas más consecuencias como resultado de ambas guerras mundiales. La mayor explosión en Londres ocurrió durante la Primera Guerra Mundial: la explosión de Silvertown, cuando una fábrica de municiones que contenía 50 toneladas de TNT explotó, matando a 73 personas e hiriendo a 400.
En el periodo comprendido entre las dos guerras mundiales, la extensión geográfica de Londres creció más rápidamente que nunca. La preferencia de los londinenses por viviendas suburbanas de menor densidad, normalmente semiadosadas, que buscaban un estilo de vida más «rural», sustituyó a la antigua predilección de los londinenses por las casas adosadas. Esto se vio facilitado no sólo por la continua expansión de la red ferroviaria, incluidos los tranvías y el metro, sino también por el lento aumento del número de propietarios de automóviles. Los suburbios londinenses se expandieron fuera de los límites del condado de Londres, hacia los condados vecinos de Essex, Hertfordshire, Kent, Middlesex y Surrey.
Al igual que el resto del país, Londres sufrió un grave desempleo durante la Gran Depresión de los años treinta. En el East End, durante la década de 1930, florecieron partidos políticamente extremos, tanto de derechas como de izquierdas. El Partido Comunista de Gran Bretaña y la Unión Británica de Fascistas obtuvieron un gran apoyo. Los enfrentamientos entre la derecha y la izquierda culminaron en la batalla de Cable Street en 1936. La población de Londres alcanzó un máximo histórico de 8,6 millones de habitantes en 1939.
Un gran número de inmigrantes judíos que huían de la Alemania nazi se instalaron en Londres durante la década de 1930, sobre todo en el East End.
El político del Partido Laborista Herbert Morrison fue una figura dominante en el gobierno local en las décadas de 1920 y 1930. En 1922 fue nombrado alcalde de Hackney y miembro del Consejo del Condado de Londres, y durante un tiempo fue ministro de Transportes en el gabinete de Ramsay MacDonald. Cuando los laboristas accedieron al poder en Londres en 1934, Morrison unificó los servicios de autobús, tranvía y trolebús con el metro, mediante la creación en 1933 de la London Passenger Transport Board (conocida como London Transport), lideró los esfuerzos para financiar y construir el nuevo puente de Waterloo. Diseñó el Cinturón Verde Metropolitano alrededor de los suburbios y trabajó para limpiar los barrios marginales, construir escuelas y reformar la asistencia pública.

#### En la Segunda Guerra Mundial

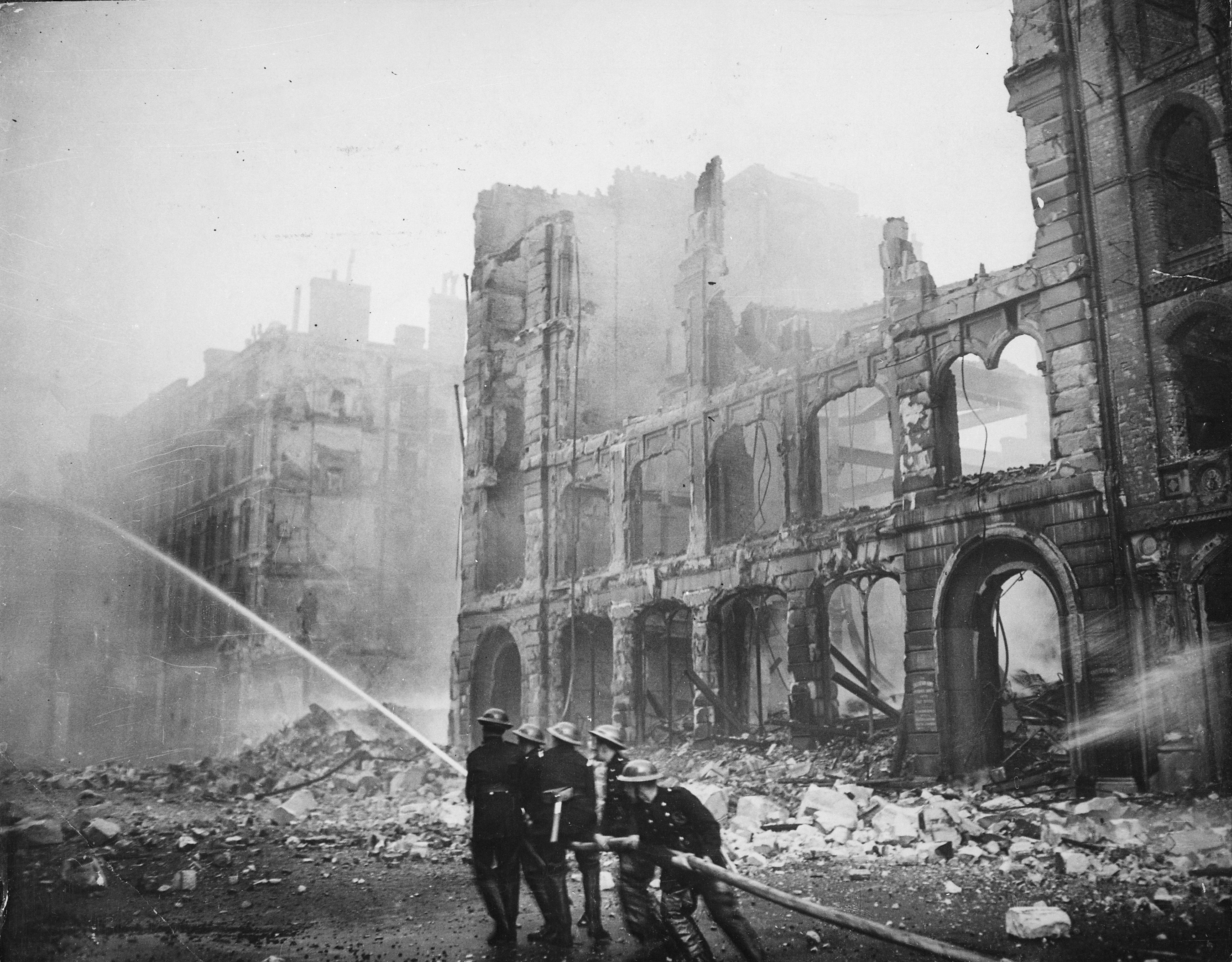
Bomberos apagando las llamas tras un ataque aéreo durante el Blitz, 1941.

Durante la Segunda Guerra Mundial, Londres, como muchas otras ciudades británicas, sufrió graves daños al ser bombardeada intensamente por la Luftwaffe en el marco de The Blitz. Antes del bombardeo, cientos de miles de niños de Londres fueron evacuados al campo para evitar los bombardeos. Los civiles se refugiaron de los ataques aéreos en las estaciones de metro.
Los bombardeos más intensos tuvieron lugar entre el 7 de septiembre de 1940 y el 10 de mayo de 1941. Durante este periodo, Londres fue objeto de 71 ataques distintos en los que se lanzaron más de 18.000 toneladas de explosivo. Una de las incursiones de diciembre de 1940, conocida como el Segundo Gran Incendio de Londres, provocó una tormenta de fuego que arrasó gran parte de la City londinense y destruyó muchos edificios históricos. La catedral de San Pablo, sin embargo, permaneció indemne; una fotografía en la que aparece envuelta en humo se convirtió en una famosa imagen de la guerra.
Tras fracasar en su intento de derrotar a Gran Bretaña, Hitler centró su atención en el frente oriental y cesaron los bombardeos regulares. Volvieron a comenzar, pero a menor escala, con el «Pequeño Blitz» a principios de 1944. Hacia el final de la guerra, durante 1944 y 1945 Londres volvió a sufrir intensos ataques con bombas volantes V-1 sin piloto y cohetes V-2, disparados desde la Europa ocupada por los nazis. Estos ataques sólo terminaron cuando sus lugares de lanzamiento fueron capturados por el avance de las fuerzas aliadas.
Londres sufrió graves daños y numerosas bajas, siendo la zona de los Docklands la más afectada. Al final de la guerra, algo menos de 30.000 londinenses murieron en los bombardeos, más de 50.000 resultaron gravemente heridos, decenas de miles de edificios fueron destruidos y cientos de miles de personas se quedaron sin hogar.

#### 1945-2000

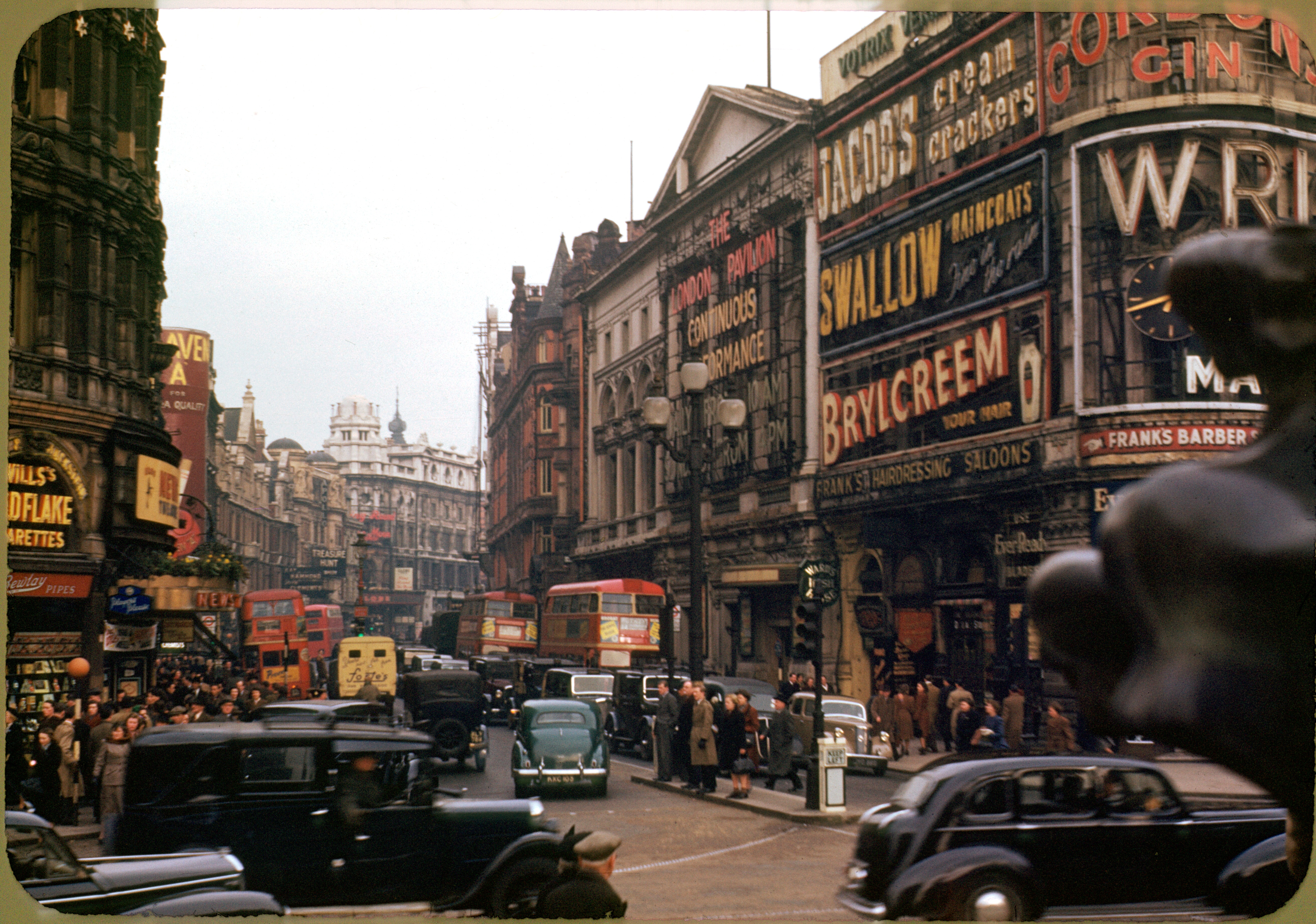
Avenida Shaftesbury, c. 1949.

Tres años después de la guerra, los Juegos Olímpicos de Verano de 1948 se celebraron en el estadio original de Wembley, en un momento en que la ciudad apenas se había recuperado de la guerra. La reconstrucción de Londres tardó en comenzar. Sin embargo, en 1951 se celebró el Festival de Gran Bretaña, que marcó un creciente ambiente de optimismo y visión de futuro.
En los años inmediatamente posteriores a la guerra, la vivienda era un problema importante en Londres, debido a la gran cantidad de viviendas que habían sido destruidas en la guerra. Las autoridades se decidieron por los bloques de edificios de gran altura como respuesta a la escasez de viviendas. Durante las décadas de 1950 y 1960, el horizonte de Londres se alteró drásticamente con la construcción de torres de pisos, aunque más tarde resultaron impopulares. En un intento por reducir el número de personas que vivían hacinadas, se introdujo una política que animaba a la gente a trasladarse a las nuevas ciudades construidas en los alrededores de Londres. El nivel de vida también aumentó, con un incremento de los ingresos reales de aproximadamente un 70,% en los 20 años posteriores al final de la guerra.
A lo largo del siglo XIX y en la primera mitad del siglo XX, los londinenses utilizaban carbón para calentar sus hogares, lo que producía grandes cantidades de humo. En combinación con las condiciones climáticas, esto provocaba a menudo una niebla tóxica característica, y Londres llegó a ser conocida por su típica London Fog, también conocida como Pea Soupers. Por este motivo, a veces se hacía referencia a Londres como «El humo». En 1952, esto culminó en la desastrosa Gran Niebla de 1952, que duró cinco días y mató a más de 4.000 personas. Como respuesta, se aprobó la Ley de Aire Limpio de 1956, que obligaba a crear «zonas sin humo» en las que se exigía el uso de combustibles «sin humo» (en una época en la que la mayoría de los hogares aún utilizaban hogueras).

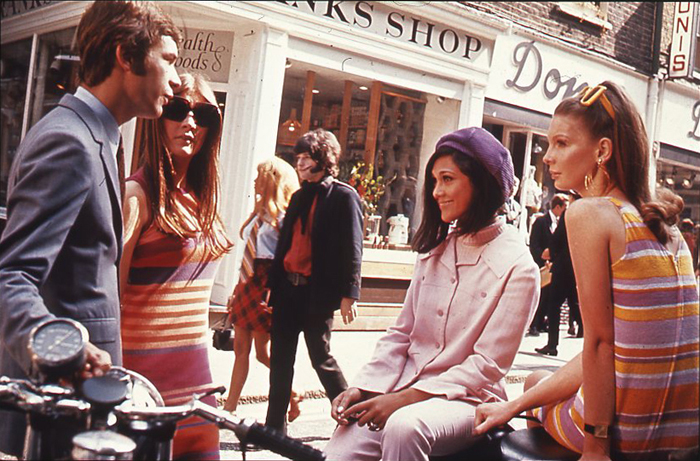
Jóvenes en Carnaby Street en 1966.

A partir de mediados de la década de 1960, y en parte como resultado del éxito de músicos británicos como los Beatles y los Rolling Stones, Londres se convirtió en un centro de la cultura juvenil mundial, ejemplificada por la subcultura del Swinging London, que hizo de Carnaby Street un nombre familiar de la moda juvenil en todo el mundo. El papel de Londres como marcadora de tendencias de la moda juvenil continuó con fuerza en los años ochenta, durante las eras new wave y punk, y hasta mediados de los noventa, con la aparición de la era britpop.
A partir de la década de 1950, Londres experimentó un aumento de la inmigración, en gran parte procedente de países de la Mancomunidad como Jamaica, India, Bangladés y Pakistán. Sin embargo, la integración de los nuevos inmigrantes no siempre fue fácil. Las tensiones raciales surgieron en sucesos como los disturbios de Brixton, entre el 10 y el 12 de abril de 1981, a principios de la década de 1980.
Desde el comienzo de The Troubles en Irlanda del Norte, a principios de los 70, hasta mediados de los 90, Londres sufrió repetidos atentados terroristas del IRA Provisional.
La expansión exterior de Londres se vio frenada por la guerra y la introducción del Cinturón Verde Metropolitano. Debido a esta expansión hacia el exterior, en 1965 se suprimieron el antiguo Condado de Londres (que ya sólo abarcaba parte de la aglomeración londinense) y el Consejo del Condado de Londres, y se creó la zona del Gran Londres, mucho más extensa, con un nuevo Greater London Council (GLC) para administrarla, junto con 32 nuevos municipios londinenses.
La población del Gran Londres disminuyó constantemente en las décadas posteriores a la Segunda Guerra Mundial, desde un máximo estimado de 8,6 millones de habitantes en 1939 hasta alrededor de 6,8 millones en la década de 1980. Sin embargo, comenzó a aumentar de nuevo a finales de los ochenta, alentada por los buenos resultados económicos y una imagen cada vez más positiva.
La tradicional condición de Londres como gran puerto decayó drásticamente en las décadas de posguerra, ya que los antiguos Docklands no podían albergar los grandes y modernos buques portacontenedores. Los principales puertos de Londres se trasladaron río abajo, a los puertos de Felixstowe y Tilbury. En la década de 1980, la zona de los Docklands estaba en gran parte abandonada, pero a partir de mediados de esa década se reconvirtió en viviendas y oficinas. La barrera del Támesis se terminó de construir en los años 80 para proteger a Londres de las mareas del Mar del Norte.
A principios de los ochenta, las disputas políticas entre la GLC dirigida por Ken Livingstone y el gobierno conservador de Margaret Thatcher condujeron a la abolición de la GLC en 1986, relegando la mayoría de sus competencias a los municipios londinenses. Londres quedó así como la única gran metrópolis del mundo sin administración central.
En 2000, se restableció el gobierno de todo Londres, con la creación de la Autoridad del Gran Londres (GLA) por el gobierno de Tony Blair, que abarcaba la misma zona del Gran Londres. La nueva autoridad tenía competencias similares a la antigua GLC, pero estaba formada por un Alcalde elegido directamente y una Asamblea de Londres. Las primeras elecciones se celebraron el 4 de mayo, y Ken Livingstone recuperó cómodamente su puesto anterior, convirtiéndose en el primer alcalde electo de Londres. Londres fue reconocida como una de las nueve regiones de Inglaterra. Desde una perspectiva global, se perfilaba como una ciudad mundial ampliamente comparada con Nueva York y Tokio.

### SigloXXI

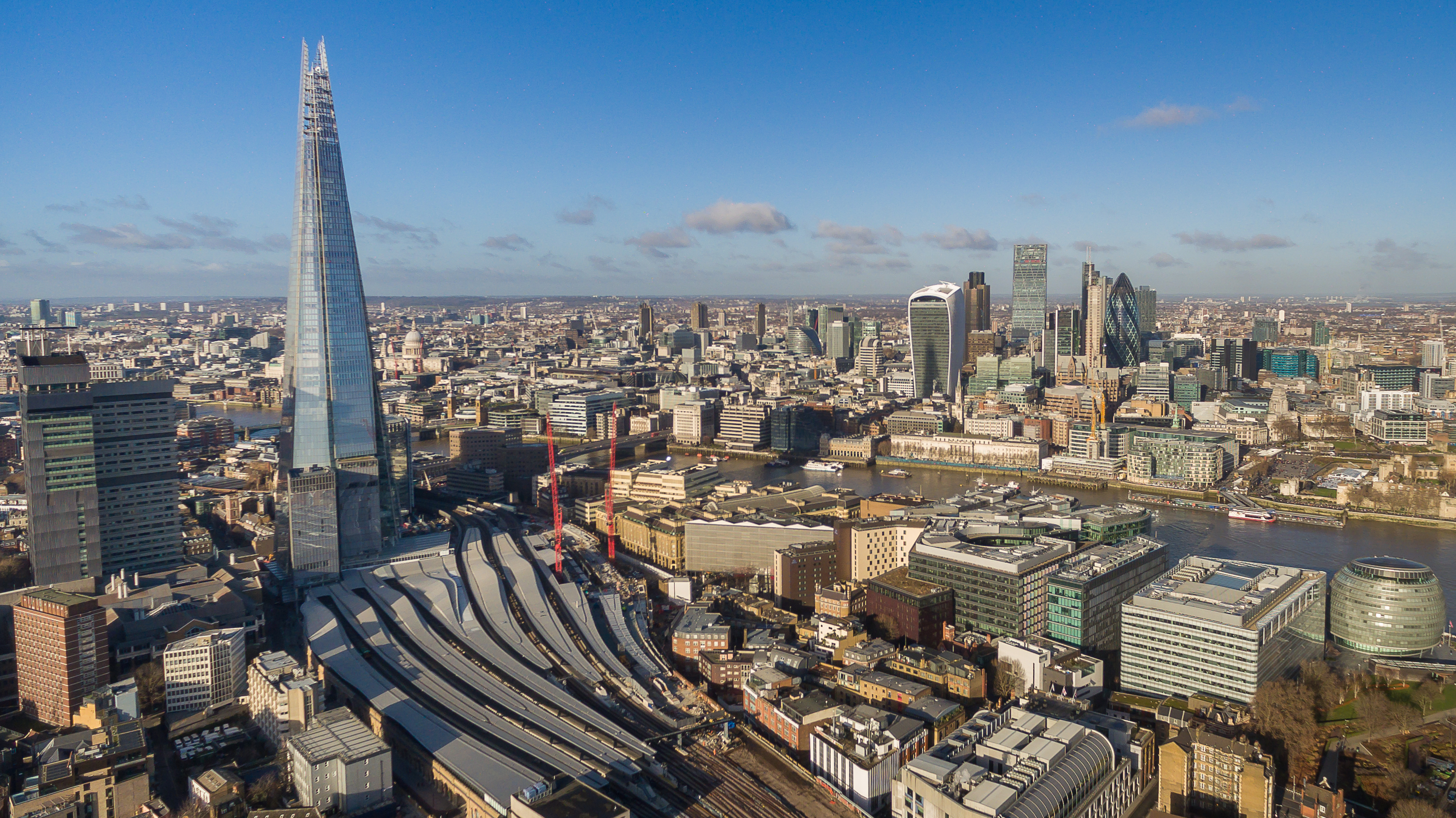
The Shard (izquierda), icono del Londres del.

A principios del siglo XXI, Londres acogió el tan ridiculizado Millennium Dome en Greenwich, para conmemorar el nuevo siglo. Otros proyectos del Milenio tuvieron más éxito. Uno de ellos fue la mayor noria de observación del mundo, la «Millennium Wheel», o London Eye, que se erigió como estructura temporal, pero pronto se convirtió en un elemento fijo, y atrae a cuatro millones de visitantes al año. La Lotería Nacional también liberó una avalancha de fondos para realizar importantes mejoras en atracciones ya existentes, como por ejemplo el techado del Gran Patio del Museo Británico.
El Plan de Londres, publicado por el Alcalde de Londres en 2004, estimaba que la población alcanzaría los 8,1 millones de habitantes en 2016, y seguiría aumentando a partir de entonces. Esto se reflejó en una tendencia hacia estilos de construcción más densos y urbanos, incluido un número mucho mayor de edificios altos, y propuestas de mejoras importantes en la red de transporte público. Sin embargo, la financiación de proyectos como Crossrail siguió siendo una lucha.
El 6 de julio de 2005, Londres ganó el derecho a albergar los Juegos Olímpicos y Paralímpicos de 2012, convirtiéndose así en la primera ciudad en organizar los Juegos modernos en tres ocasiones. Sin embargo, las celebraciones se truncaron al día siguiente, cuando la ciudad se vio sacudida por una serie de atentados terroristas. Más de 50 personas murieron y 750 resultaron heridas en tres atentados con bomba en trenes del metro de Londres y un cuarto en un autobús de dos pisos cerca de King's Cross.
Londres fue el punto de partida de los disturbios que se produjeron en todo el país en agosto de 2011, cuando miles de personas se amotinaron en varios distritos de la ciudad y en pueblos de toda Inglaterra. Fueron los mayores disturbios de la historia moderna de Inglaterra. En 2011, la población superó los 8 millones de habitantes por primera vez en décadas. Los británicos blancos formaban menos de la mitad de la población por primera vez.
En la opinión pública hubo ambivalencia ante la celebración de los Juegos Olímpicos de verano de 2012 en la ciudad, aunque el sentimiento público cambió fuertemente a su favor tras el éxito de la ceremonia inaugural y cuando los problemas de organización y transporte previstos no llegaron a producirse.
Boris Johnson, posteriormente primer ministro, fue elegido alcalde de Londres en mayo de 2008 y reelegido en 2012. Le sucedió Sadiq Khan, el primer alcalde musulmán de una gran capital occidental, que fue elegido en 2016, reelegido en 2021 y obtuvo un histórico tercer mandato en 2024.

En el referéndum sobre la pertenencia a la Unión Europea celebrado en 2016, Londres fue la única región de Inglaterra en la que los partidarios de la permanencia obtuvieron el mayor porcentaje de votos. La participación fue la más alta en Londres desde las elecciones generales de 1950. Sin embargo, la salida del Reino Unido de la Unión Europea (UE) a principios de 2021 (Brexit) solo debilitó ligeramente la posición de Londres como centro financiero internacional (CFI).

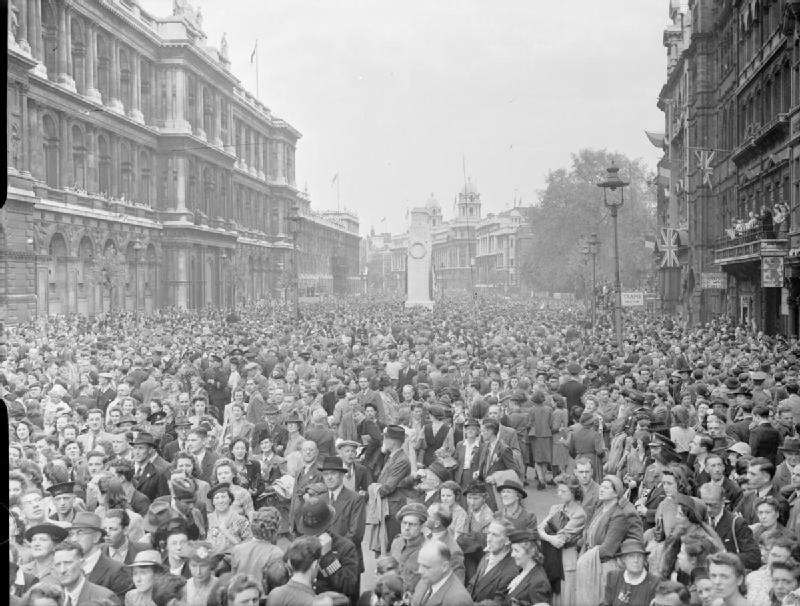
Personas reunidas en Whitehall para escuchar el discurso de victoria de Winston Churchill, 8 de mayo de 1945.

En 2022, se inauguró la línea ferroviaria Elizabeth, que conecta Heathrow y Reading con Shenfield y Abbey Wood a través de un túnel en la ciudad entre Paddington y Liverpool Street, revolucionando los desplazamientos este-oeste en Londres.
El 6 de mayo de 2023, tiene lugar en la Abadía de Westminster, Londres, la coronación de Carlos III y su esposa, Camilla, como rey y reina del Reino Unido y de los demás reinos de la Mancomunidad.
El 9 de mayo de 2023, Londres había recibido alrededor de 18.000 refugiados procedentes de Ucrania, debido a la invasión rusa de Ucrania en 2022.

## Lugares de interés histórico
- Abadía de Westminster
- Aeropuerto de Croydon
- Alexandra Palace
- Battersea Power Station
- Catedral de San Pablo de Londres
- Hyde Park
- Monumento al gran incendio de Londres
- Palacio de Buckingham
- Palacio de Westminster
- Puente de la Torre
- Real Observatorio de Greenwich
- Torre de Londres
- Tyburn

## Lectura adicional
- Ackroyd, Peter (2009). London: A Biography (en inglés).
- Ball, Michael; Sunderland, David T. (2002). Economic history of London, 1800–1914 (en inglés). Routledge.
- Billings, Malcolm (1994). London: A Companion to Its History and Archaeology (en inglés). ISBN 1-85626-153-0.
- Bucholz, Robert O.; P. Ward, Joseph (2012). London: A Social and Cultural History, 1550–1750 (en inglés). Cambridge University Press.
- Clark, Gregg (2014). The Making of a World City: London 1991 to 2021 (en inglés). John Wiley & Sons.
- Emerson, Charles (2013). 1913: In Search of the World Before the Great War (en inglés). pp. 15-36, 431-449. Compara Londres con las 20 ciudades más grandes del mundo antes de la Primera Guerra Mundial.
- Inwood, Stephen (1998). A History of London (en inglés). ISBN 0-333-67153-8.
- Jones, Robert Wynn (2019). The Flower of All Cities: The History of London from Earliest Times to the Great Fire (en inglés). Amberley Publishing.
- London. Let's Go (en inglés). 1998. Open Library: 16456334W.
- Mort, Frank; Ogborn, Miles (2004). «Transforming Metropolitan London, 1750–1960». Journal of British Studies (en inglés) 43 (1): 1-14.
- Naismith, Rory (2018). Citadel of the Saxons: The Rise of Early London (en inglés). I.B.Tauris. ISBN 978-1788312226.
- Porter, Roy (1995). History of London (en inglés). Escrito por un importante investigador.
- Weightman, Gavin; Humphries, Stephen (1984). The Making of Modern London, 1914–1939 (en inglés). Sidgwick & Jackson.
- White, Jerry (2001). London in the Twentieth Century: A City and Its People (en inglés). Historia sociológica sobre la población, los barrios, el trabajo, la cultura y el poder.
- White, Jerry (2008). London in the Nineteenth Century: 'A Human Awful Wonder of God' (en inglés). Historia sociológica de la población, los barrios, el trabajo, la cultura y el poder.
- White, Jerry (2013). London in the Eighteenth Century: A Great and Monstrous Thing (en inglés). Historia sociológica de la población, los barrios, el trabajo, la cultura y el poder.
- Williams, Guy R. (1975). London in the Country: The Growth of Suburbia (en inglés). Hamish Hamilton.
- Yale, Pat (1998). London (en inglés). Lonely Planet. Open Library: 16041426W.

### Historiografía
- Feldman, David; Stedman Jones, Gareth (1989). Metropolis, London: Histories and Representations since 1800 (en inglés). Routledge Kegan & Paul.
- Godfrey Cox, Edward (1949). «London». Reference Guide to the Literature of Travel (en inglés) 3. Seattle: University of Washington. Handle System; 2027/mdp.39015049531448.

### Medio ambiente
- Allen, Michelle Elizabeth (2008). Cleansing the city: sanitary geographies in Victorian London (en inglés).
- Brimblecombe, Peter (1987). The Big Smoke: A History of Air Pollution in London Since Medieval Times (en inglés). Methuen.
- Ciecieznski, N. J. (2013). «The Stench of Disease: Public Health and the Environment in Late-Medieval English towns and cities». Health, Culture and Society (en inglés) 4 (1): 91-104.
- Field, Jacob F. (2018). London, Londoners and the Great Fire of 1666: Disaster and Recovery (en inglés).
- Fowler, James (2019). London Transport: A Hybrid in History 1905-48 (en inglés). Emerald Group Publishing.
- Hanlon, W. Walker (2015). Pollution and Mortality in the 19th Century (en inglés). UCLA, NBER. Archivado desde el original el 23 de septiembre de 2015. Consultado el 7 de mayo de 2024.
- Jackson, Lee (2014). Dirty Old London: The Victorian Fight Against Filth (en inglés).
- Jørgensen, Dolly (2010). «All Good Rule of the Citee': Sanitation and Civic Government in England, 1400–1600». Journal of Urban History (en inglés).
- Landers, John (1993). Death and the metropolis: studies in the demographic history of London, 1670–1830 (en inglés).
- Luckin, Bill; Thorsheim, Peter (2020). A Mighty Capital under Threat: The Environmental History of London, 1800-2000 (en inglés). U of Pittsburgh Press.
- Mosley, Stephen (2009). «'A Network of Trust': Measuring and Monitoring Air Pollution in British Cities, 1912–1960». Environment and History (en inglés) 15 (3): 273-302.
- Thorsheim, Peter (2009). Inventing Pollution: Coal, Smoke, and Culture in Britain since 1800 (en inglés).

### Historia antigua
- Thornbury, George Walter (1873). Old and new London : a narrative of its history, its people, and its places (en inglés). Cassell, Pelter, & Galpin. Volumen 1, volumen 2, volumen 3, volumen 4, volumen 5, volumen 6.
- Crace, Frederick (1878). Catalogue of Maps, Plans & Views of London, Westminster & Southwark (en inglés). Londres: Spottiswoode & Co.
- Besant, Walter (1892). London (en inglés). Harper & Bros.
- Welch, Charles (1893–1894). «Notes on London Municipal Literature». Transactions of the Bibliographical Society (en inglés) 2. Londres: Bibliographical Society. Handle System: 2027/coo.31924106307261. Bibliografía temática sobre Londres.
- Sharpe, Reginald R. (1894). London and the Kingdom (en inglés). Londres: Longmans, Green. Open Library: 7021560M. Índice, volumen 2, volumen 3.
- «London». Chambers's Encyclopaedia (en inglés). Londres: Chambers's Encyclopaedia. 1901.
- «London». Jewish Encyclopedia (en inglés) 8. Nueva York. 1907.
- London (en inglés). Artículo en la Catholic Encyclopædia de 1908.

### Archivos y proyectos académicos digitales
- A Chronicle of London from 1089 to 1483 (en inglés), escrito en el siglo XV.
- Roman London - "In their own words" (en inglés), una composición literaria sobre la prehistoria y la arqueología de Londres.
- London Lives 1690-1800 (en inglés). Un archivo digital con registros personales de Londres durante el siglo XVIII.
- Exploring 20th-century London (en inglés). Explora la historia, cultura y religiones de Londres durante el siglo XX.
- The Victorian London (en inglés).
- Collage - The London Picture Archive (en inglés).